# Liste der Baudenkmale in Walsrode (Außenbezirke)
In der Liste der Baudenkmale in Walsrode (Außenbezirke) sind alle Baudenkmale in den Ortsteilen der niedersächsischen Stadt Walsrode im Landkreis Heidekreis aufgelistet. Der Stand der Liste ist der 4. Dezember 2020.
Die Baudenkmale in Walsrode stehen in der Liste der Baudenkmale in Walsrode.

## Allgemein
In den Spalten befinden sich folgende Informationen:
- Lage: die Adresse des Baudenkmales und die geographischen Koordinaten. Kartenansicht, um Koordinaten zu setzen. In der Kartenansicht sind Baudenkmale ohne Koordinaten mit einem roten Marker dargestellt und können in der Karte gesetzt werden. Baudenkmale ohne Bild sind mit einem blauen Marker gekennzeichnet, Baudenkmale mit Bild mit einem grünen Marker.
- Bezeichnung: Bezeichnung des Baudenkmales
- Beschreibung: die Beschreibung des Baudenkmales. Unter § 3 Abs. 2 NDSchG werden Einzeldenkmale und unter § 3 Abs. 3 NDSchG Gruppen baulicher Anlagen und deren Bestandteile ausgewiesen.
- ID: die Objekt-ID des Baudenkmales
- Bild: ein Bild des Baudenkmales, ggf. zusätzlich mit einem Link zu weiteren Fotos des Baudenkmals im Medienarchiv Wikimedia Commons. Wenn man auf das Kamerasymbol klickt, können Fotos zu Baudenkmalen aus dieser Liste hochgeladen werden:

## Baudenkmale in den Ortsteilen

### Ahrsen/Jarlingen

#### Gruppe: Hofanlage Sturbenhof
Die Gruppe „Hofanlage Sturbenhof“ hat die ID 32684511.

| Lage                                      | Bezeichnung              | Beschreibung | ID       | Bild |
| ----------------------------------------- | ------------------------ | ------------ | -------- | ---- |
| Dorfstraße 26 52° 56′ 56″ N, 9° 37′ 40″ O | Wohn-/Wirtschaftsgebäude |              | 32766196 | BW   |
| Dorfstraße 26 52° 56′ 57″ N, 9° 37′ 39″ O | Deputatshaus             |              | 32765258 | BW   |
| Dorfstraße 26 52° 56′ 58″ N, 9° 37′ 43″ O | Schafstall               |              | 32765237 | BW   |
| Dorfstraße 26 52° 56′ 56″ N, 9° 37′ 41″ O | Scheune                  |              | 32765214 | BW   |
| Dorfstraße 26 52° 56′ 55″ N, 9° 37′ 40″ O | Stall                    |              | 32766217 | BW   |

#### Einzelbaudenkmale
| Lage                                       | Bezeichnung              | Beschreibung | ID       | Bild |
| ------------------------------------------ | ------------------------ | --- | -------- | ---- |
| Am Bienenzaun 3 52° 56′ 7″ N, 9° 36′ 56″ O | Empfangsgebäude          | Die Bahnstrecke von Hannover über Walsrode nach Visselhövede wurde 1890 eröffnet (Heidebahn), das Bahnhofsgebäude des Bahnhof Jarlingen wurde zur gleichen Zeit erbaut. Bis 1980 wurde die Bahnstrecke Bomlitz–Walsrode genutzt (zuletzt nur Güterverkehr). Das Gebäude ist unverändert erhalten. | 32765429 | BW   |
| B 440 52° 57′ 38″ N, 9° 38′ 25″ O          | Grenzstein               | Der Grenzstein befindet sich an der Kreuzung der B 440 und der Kreisstraße 129, Kilometer 11,0. Er ist Anfang des 20. Jahrhunderts an der Grenze der Landkreise Rotenburg und Fallingbostel aufgestellt worden.                                                                                   | 32763050 | BW   |
| Brüsehof 2 52° 56′ 22″ N, 9° 38′ 12″ O     | Speicher                 | Die Gebäude des Brüsehofs wurden ab dem Jahr 1800 errichtet. | 32763349 | BW   |
| Brüsehof 2 52° 56′ 18″ N, 9° 38′ 18″ O     | Schafstall               | | 32765867 | BW   |
| Brüsehof 3 52° 56′ 22″ N, 9° 38′ 20″ O     | Wohn-/Wirtschaftsgebäude | Die Gebäude des Wichmannshofs wurden ab dem Jahr 1800 errichtet. | 32763414 | BW   |
| Dorfstraße 14 52° 55′ 44″ N, 9° 37′ 28″ O  | Wohn-/Wirtschaftsgebäude | | 32765889 | BW   |
| Dorfstraße 22 52° 56′ 32″ N, 9° 37′ 51″ O  | Scheune                  | Hanshof | 32765299 | BW   |
| Dorfstraße 24 52° 56′ 41″ N, 9° 37′ 56″ O  | Schule                   | Das Schulhaus wurde 1906 erbaut. Es ist ein eingeschossiges Haus mit einem Krüppelwalmdach. | 32765276 | BW   |
| Eickhof 2 52° 56′ 42″ N, 9° 37′ 29″ O      | Stall/Speicher           | | 32764948 | BW   |
| Eickhof 2 52° 56′ 43″ N, 9° 37′ 31″ O      | Schafstall               | | 32764972 | BW   |
| Meyerhof 1 52° 57′ 19″ N, 9° 37′ 50″ O     | Wohnhaus                 | | 32763074 | BW   |
| Meyerhof 1 52° 57′ 19″ N, 9° 37′ 52″ O     | Wirtschaftsgebäude       | | 32763097 | BW   |
| Meyerhof 1 52° 57′ 21″ N, 9° 37′ 50″ O     | Treppenspeicher          | | 32765678 | BW   |
| Meyerhof 1 52° 57′ 20″ N, 9° 37′ 54″ O     | Schafstall               | | 32763919 | BW   |

### Altenboitzen
Der Ort wird das erste Mal im Jahre 1242 als Olden Botzem erwähnt.

#### Gruppe: Hofanlage Altenboitzen Nr. 6
Die Gruppe „Hofanlage Altenboitzen Nr. 6“ hat die ID 32687963.

| Lage                                      | Bezeichnung              | Beschreibung | ID       | Bild |
| ----------------------------------------- | ------------------------ | ------------ | -------- | ---- |
| Altenboitzen 6 52° 49′ 7″ N, 9° 30′ 54″ O | Wohn-/Wirtschaftsgebäude |              | 32807242 | BW   |
| Altenboitzen 6 52° 49′ 8″ N, 9° 30′ 56″ O | Backhaus                 |              | 32807268 | BW   |

#### Gruppe: Wirtschaftsgebäude Altenboitzen
Die Gruppe „Wirtschaftsgebäude Altenboitzen“ hat die ID 32687951.

| Lage                                      | Bezeichnung              | Beschreibung | ID       | Bild |
| ----------------------------------------- | ------------------------ | ------------ | -------- | ---- |
| Altenboitzen 7 52° 49′ 5″ N, 9° 30′ 55″ O | Wohn-/Wirtschaftsgebäude |              | 32815401 | BW   |
| Altenboitzen 7 52° 49′ 6″ N, 9° 30′ 54″ O | Stall                    |              | 32815437 | BW   |
| Altenboitzen 7 52° 49′ 6″ N, 9° 30′ 55″ O | Scheune                  |              | 32815419 | BW   |
| Altenboitzen 7 52° 49′ 7″ N, 9° 30′ 56″ O | Speicher                 |              | 32807654 | BW   |
| Altenboitzen 7 52° 49′ 7″ N, 9° 30′ 56″ O | Backhaus                 |              | 32809266 | BW   |
| Altenboitzen 7 52° 49′ 8″ N, 9° 30′ 57″ O | Remise                   |              | 32809292 | BW   |
| Altenboitzen 7 52° 49′ 8″ N, 9° 30′ 58″ O | Scheune/Stall            |              | 32815474 | BW   |
| Altenboitzen 7 52° 49′ 6″ N, 9° 30′ 57″ O | Scheune                  |              | 32815455 | BW   |

#### Gruppe: Hofanlage Altenboitzen Nr. 16
Die Gruppe „Hofanlage Altenboitzen Nr. 16“ hat die ID 32687975.

| Lage                                        | Bezeichnung              | Beschreibung          | ID       | Bild |
| ------------------------------------------- | ------------------------ | --------------------- | -------- | ---- |
| Altenboitzen 16 52° 48′ 53″ N, 9° 30′ 49″ O | Wohn-/Wirtschaftsgebäude |                       | 32810144 | BW   |
| Altenboitzen 16 52° 48′ 53″ N, 9° 30′ 50″ O | Brunnen                  |                       | 3281551  | BW   |
| Altenboitzen 16 52° 48′ 53″ N, 9° 30′ 48″ O | Scheune                  | Querdurchfahrtscheune | 32815493 | BW   |
| Altenboitzen 16 52° 48′ 53″ N, 9° 30′ 46″ O | Stall                    |                       | 32810186 | BW   |
| Altenboitzen 16 52° 48′ 52″ N, 9° 30′ 48″ O | Backhaus                 |                       | 32810207 | BW   |

#### Einzelbaudenkmale
| Lage                                        | Bezeichnung                         | Beschreibung                                 | ID       | Bild |
| ------------------------------------------- | ----------------------------------- | -------------------------------------------- | -------- | ---- |
| Altenboitzen 13 52° 48′ 55″ N, 9° 30′ 45″ O | Niedersächsische Durchfahrtsscheune | Niedersächsische Durchfahrtsscheune von 1785 | 32810122 | BW   |
| Altenboitzen 17 52° 48′ 57″ N, 9° 30′ 51″ O | Wohn-/Wirtschaftsgebäude            |                                              | 32815792 | BW   |

### Benefeld
Die beiden Kernortsteile Bomlitz und Benefeld werden durch die Bauten der Firmen Wolff und Eibia aus der Mitte des 20. Jahrhunderts und durch die Wohnsiedlungen der Mitarbeiter geprägt.

#### Gruppe: Mühlenanlage
Die Gruppe „Mühlenanlage“ hat die ID 32684548.

| Lage                                        | Bezeichnung   | Beschreibung | ID       | Bild |
| ------------------------------------------- | ------------- | --- | -------- | ---- |
| Am Mühlenhof 15 52° 54′ 11″ N, 9° 37′ 20″ O | Müllerhaus    | Eine Mühle ist an diesem Standort seit 1408 bekannt. Das heutige Mühlengebäude wurde 1918 erbaut, Teile des Vorgängerbaues wurden dabei verwendet. Von 1983 bis 1987 wurde die Mühle renoviert, so dass die Mühle heute wieder funktionstüchtig ist. Auf dem Gebiet der Mühle befindet sich ein Backhaus aus Hamwiede. | 32767915 |      |
| Am Mühlenhof 52° 54′ 13″ N, 9° 37′ 19″ O    | Mühlengebäude | | 32767894 | BW   |

#### Gruppe: Siedlung Benefeld
Die Gruppe „Siedlung Benefeld“ hat die ID 32684535.

| Lage                                                   | Bezeichnung         | Beschreibung                                                                             | ID       | Bild |
| ------------------------------------------------------ | ------------------- | ---------------------------------------------------------------------------------------- | -------- | ---- |
| Danziger Weg 1 52° 54′ 18″ N, 9° 37′ 49″ O             | Wohnhäuser          | Die Doppelhäuser wurden zusammen mit der Munitionsfabrik in den Jahren 1939/1940 erbaut. | 32767589 | BW   |
| Danziger Weg 2 52° 54′ 19″ N, 9° 37′ 48″ O             | Wohnhaus            |                                                                                          | 32765775 |      |
| Danziger Weg 3 52° 54′ 18″ N, 9° 37′ 49″ O             | Wohnhaus            |                                                                                          | 32767607 | BW   |
| Danziger Weg 4 52° 54′ 19″ N, 9° 37′ 48″ O             | Wohnhaus            |                                                                                          | 32767535 | BW   |
| Danziger Weg 5 52° 54′ 18″ N, 9° 37′ 49″ O             | Wohnhaus            |                                                                                          | 32767625 | BW   |
| Danziger Weg 6 52° 54′ 20″ N, 9° 37′ 48″ O             | Wohnhaus            |                                                                                          | 32767553 | BW   |
| Danziger Weg 7 52° 54′ 19″ N, 9° 37′ 49″ O             | Wohnhaus            |                                                                                          | 32767643 | BW   |
| Danziger Weg 8 52° 54′ 20″ N, 9° 37′ 48″ O             | Wohnhaus            |                                                                                          | 32767571 | BW   |
| Danziger Weg 9 52° 54′ 20″ N, 9° 37′ 50″ O             | Wohnhaus            |                                                                                          | 32766492 | BW   |
| Danziger Weg 10 52° 54′ 21″ N, 9° 37′ 48″ O            | Wohnhaus            |                                                                                          | 32766744 | BW   |
| Danziger Weg 11 52° 54′ 20″ N, 9° 37′ 50″ O            | Wohnhaus            |                                                                                          | 32766510 | BW   |
| Danziger Weg 12 52° 54′ 22″ N, 9° 37′ 48″ O            | Wohnhaus            |                                                                                          | 32764912 | BW   |
| Danziger Weg 13 52° 54′ 21″ N, 9° 37′ 50″ O            | Wohnhaus            |                                                                                          | 32765739 | BW   |
| Danziger Weg 14 52° 54′ 22″ N, 9° 37′ 49″ O            | Wohnhaus            |                                                                                          | 32764930 | BW   |
| Danziger Weg 15 52° 54′ 21″ N, 9° 37′ 50″ O            | Wohnhaus            |                                                                                          | 32765739 | BW   |
| Danziger Weg 16 52° 54′ 22″ N, 9° 37′ 49″ O            | Wohnhaus            |                                                                                          | 32766474 | BW   |
| Danziger Weg 17 52° 54′ 22″ N, 9° 37′ 50″ O            | Wohnhaus            |                                                                                          | 32765757 | BW   |
| Danziger Weg 18 52° 54′ 24″ N, 9° 37′ 49″ O            | Wohnhaus            |                                                                                          | 32765606 | BW   |
| Danziger Weg 19 52° 54′ 23″ N, 9° 37′ 50″ O            | Wohnhaus            |                                                                                          | 32763521 | BW   |
| Danziger Weg 20 52° 54′ 24″ N, 9° 37′ 49″ O            | Wohnhaus            |                                                                                          | 32765624 | BW   |
| Danziger Weg 21 52° 54′ 23″ N, 9° 37′ 50″ O            | Wohnhaus            |                                                                                          | 32763539 | BW   |
| Danziger Weg 22 52° 54′ 24″ N, 9° 37′ 49″ O            | Wohnhaus            |                                                                                          | 32765642 | BW   |
| Danziger Weg 23 52° 54′ 23″ N, 9° 37′ 50″ O            | Wohnhaus            |                                                                                          | 32766726 | BW   |
| Danziger Weg 24 52° 54′ 24″ N, 9° 37′ 49″ O            | Wohnhaus            |                                                                                          | 32765660 | BW   |
| Danziger Weg 25 52° 54′ 25″ N, 9° 37′ 51″ O            | Wohnhaus            |                                                                                          | 32766618 | BW   |
| Danziger Weg 26 52° 54′ 26″ N, 9° 37′ 50″ O            | Wohnhaus            |                                                                                          | 32765534 | BW   |
| Danziger Weg 27 52° 54′ 25″ N, 9° 37′ 51″ O            | Wohnhaus            |                                                                                          | 32766636 | BW   |
| Danziger Weg 28 52° 54′ 26″ N, 9° 37′ 50″ O            | Wohnhaus            |                                                                                          | 32765552 | BW   |
| Danziger Weg 29 52° 54′ 25″ N, 9° 37′ 51″ O            | Wohnhaus            |                                                                                          | 32764602 | BW   |
| Danziger Weg 30 52° 54′ 26″ N, 9° 37′ 50″ O            | Wohnhaus            |                                                                                          | 32765570 | BW   |
| Danziger Weg 31 52° 54′ 25″ N, 9° 37′ 51″ O            | Wohnhaus            |                                                                                          | 32764620 | BW   |
| Danziger Weg 32 52° 54′ 27″ N, 9° 37′ 50″ O            | Wohnhaus            |                                                                                          | 32765588 | BW   |
| Danziger Weg 33 52° 54′ 27″ N, 9° 37′ 51″ O            | Wohnhaus            |                                                                                          | 32766708 | BW   |
| Danziger Weg 35 52° 54′ 27″ N, 9° 37′ 51″ O            | Wohnhaus            |                                                                                          | 32766564 | BW   |
| Danziger Weg 37 52° 54′ 27″ N, 9° 37′ 51″ O            | Wohnhaus            |                                                                                          | 32766582 | BW   |
| Danziger Weg 39 52° 54′ 28″ N, 9° 37′ 51″ O            | Wohnhaus            |                                                                                          | 32766600 | BW   |
| Lohheider Straße 1 52° 54′ 15″ N, 9° 37′ 45″ O         | Wohnhaus            |                                                                                          | 32767409 | BW   |
| Lohheider Straße 2 52° 54′ 15″ N, 9° 37′ 45″ O         | Wohnhaus            |                                                                                          | 32766816 | BW   |
| Lohheider Straße 3 52° 54′ 15″ N, 9° 37′ 44″ O         | Wohnhaus            |                                                                                          | 32764840 | BW   |
| Lohheider Straße 4 52° 54′ 15″ N, 9° 37′ 44″ O         | Wohnhaus            |                                                                                          | 32764858 | BW   |
| Lohheider Straße 5 52° 54′ 15″ N, 9° 37′ 42″ O         | Wohnhaus            |                                                                                          | 32768124 | BW   |
| Lohheider Straße 6 52° 54′ 15″ N, 9° 37′ 42″ O         | Wohnhaus            |                                                                                          | 32766238 | BW   |
| Lohheider Straße 7 52° 54′ 15″ N, 9° 37′ 41″ O         | Wohnhaus            |                                                                                          | 32765016 | BW   |
| Lohheider Straße 8 52° 54′ 15″ N, 9° 37′ 41″ O         | Wohnhaus            |                                                                                          | 32765034 | BW   |
| Lohheider Straße 9 52° 54′ 15″ N, 9° 37′ 40″ O         | Wohnhaus            |                                                                                          | 32765088 | BW   |
| Lohheider Straße 10 52° 54′ 15″ N, 9° 37′ 40″ O        | Wohnhaus            |                                                                                          | 32765106 | BW   |
| Lohheider Straße 11 52° 54′ 15″ N, 9° 37′ 39″ O        | Wohnhaus            |                                                                                          | 32765932 | BW   |
| Lohheider Straße 12 52° 54′ 15″ N, 9° 37′ 39″ O        | Wohnhaus            |                                                                                          | 32765950 | BW   |
| Lohheider Straße 13 52° 54′ 15″ N, 9° 37′ 37″ O        | Wohnhaus            |                                                                                          | 32766004 | BW   |
| Lohheider Straße 14 52° 54′ 15″ N, 9° 37′ 37″ O        | Wohnhaus            |                                                                                          | 32766022 | BW   |
| Lohheider Straße 15 52° 54′ 15″ N, 9° 37′ 36″ O        | Wohnhaus            |                                                                                          | 32766076 | BW   |
| Lohheider Straße 16 52° 54′ 15″ N, 9° 37′ 36″ O        | Wohnhaus            |                                                                                          | 32766094 | BW   |
| Lohheider Straße 17 52° 54′ 15″ N, 9° 37′ 35″ O        | Wohnhaus            |                                                                                          | 32765196 | BW   |
| Lohheider Straße 18 52° 54′ 15″ N, 9° 37′ 35″ O        | Wohnhaus            |                                                                                          | 32768142 | BW   |
| Lohheider Straße 19 52° 54′ 14″ N, 9° 37′ 34″ O        | Wohnhaus            |                                                                                          | 32764499 | BW   |
| Lohheider Straße 20 52° 54′ 14″ N, 9° 37′ 34″ O        | Wohnhaus            |                                                                                          | 32764517 | BW   |
| Lohheider Straße 21 52° 54′ 14″ N, 9° 37′ 36″ O        | Wohnhaus            |                                                                                          | 32766112 | BW   |
| Lohheider Straße 22 52° 54′ 13″ N, 9° 37′ 36″ O        | Wohnhaus            |                                                                                          | 32765178 | BW   |
| Lohheider Straße 23 52° 54′ 14″ N, 9° 37′ 37″ O        | Wohnhaus            |                                                                                          | 32766040 | BW   |
| Lohheider Straße 24 52° 54′ 13″ N, 9° 37′ 37″ O        | Wohnhaus            |                                                                                          | 32766058 | BW   |
| Lohheider Straße 25 52° 54′ 14″ N, 9° 37′ 38″ O        | Wohnhaus            |                                                                                          | 32765968 | BW   |
| Lohheider Straße 26 52° 54′ 13″ N, 9° 37′ 38″ O        | Wohnhaus            |                                                                                          | 32765986 | BW   |
| Lohheider Straße 27 52° 54′ 14″ N, 9° 37′ 39″ O        | Wohnhaus            |                                                                                          | 32765124 | BW   |
| Lohheider Straße 28 52° 54′ 13″ N, 9° 37′ 39″ O        | Wohnhaus            |                                                                                          | 32765142 | BW   |
| Lohheider Straße 29 52° 54′ 14″ N, 9° 37′ 40″ O        | Wohnhaus            |                                                                                          | 32765052 | BW   |
| Lohheider Straße 30 52° 54′ 14″ N, 9° 37′ 40″ O        | Wohnhaus            |                                                                                          | 32765070 | BW   |
| Lohheider Straße 31 52° 54′ 14″ N, 9° 37′ 41″ O        | Wohnhaus            |                                                                                          | 32766546 | BW   |
| Lohheider Straße 32 52° 54′ 13″ N, 9° 37′ 41″ O        | Wohnhaus            |                                                                                          | 32765914 | BW   |
| Lohheider Straße 33 52° 54′ 14″ N, 9° 37′ 43″ O        | Wohnhaus            |                                                                                          | 32764876 | BW   |
| Lohheider Straße 34 52° 54′ 14″ N, 9° 37′ 43″ O        | Wohnhaus            |                                                                                          | 32768106 | BW   |
| Lohheider Straße 35 52° 54′ 14″ N, 9° 37′ 44″ O        | Wohnhaus            |                                                                                          | 32766834 | BW   |
| Lohheider Straße 36 52° 54′ 13″ N, 9° 37′ 44″ O        | Wohnhaus            |                                                                                          | 32764822 | BW   |
| Lohheider Straße 37 52° 54′ 14″ N, 9° 37′ 45″ O        | Wohnhaus            |                                                                                          | 32767373 | BW   |
| Lohheider Straße 38 52° 54′ 13″ N, 9° 37′ 45″ O        | Wohnhaus            |                                                                                          | 32767391 | BW   |
| Pommernweg 52° 54′ 20″ N, 9° 37′ 42″ O                 | Verwaltungsgebäude  |                                                                                          | 32767353 | BW   |
| Pommernweg 2 52° 54′ 19″ N, 9° 37′ 45″ O               | Wohnhaus            |                                                                                          | 32763241 | BW   |
| Pommernweg 4 52° 54′ 20″ N, 9° 37′ 45″ O               | Wohnhaus            |                                                                                          | 32763259 | BW   |
| Pommernweg 6 52° 54′ 20″ N, 9° 37′ 45″ O               | Wohnhaus            |                                                                                          | 32767110 | BW   |
| Pommernweg 8 52° 54′ 20″ N, 9° 37′ 45″ O               | Wohnhaus            |                                                                                          | 32767128 | BW   |
| Pommernweg 10 52° 54′ 22″ N, 9° 37′ 46″ O              | Wohnhaus            |                                                                                          | 32767146 | BW   |
| Pommernweg 12 52° 54′ 22″ N, 9° 37′ 46″ O              | Wohnhaus            |                                                                                          | 32767164 | BW   |
| Pommernweg 14 52° 54′ 22″ N, 9° 37′ 46″ O              | Wohnhaus            |                                                                                          | 32767182 | BW   |
| Pommernweg 16 52° 54′ 22″ N, 9° 37′ 46″ O              | Wohnhaus            |                                                                                          | 32767074 | BW   |
| Pommernweg 18 52° 54′ 23″ N, 9° 37′ 46″ O              | Wohnhaus            |                                                                                          | 32767697 | BW   |
| Pommernweg 20 52° 54′ 24″ N, 9° 37′ 46″ O              | Wohnhaus            |                                                                                          | 32767715 | BW   |
| Pommernweg 22 52° 54′ 24″ N, 9° 37′ 47″ O              | Wohnhaus            |                                                                                          | 32767733 | BW   |
| Pommernweg 24 52° 54′ 24″ N, 9° 37′ 47″ O              | Wohnhaus            |                                                                                          | 32767751 | BW   |
| Saarweg 1 52° 54′ 28″ N, 9° 37′ 50″ O                  | Wohnhaus            |                                                                                          | 32764088 | BW   |
| Saarweg 3 52° 54′ 28″ N, 9° 37′ 50″ O                  | Wohnhaus            |                                                                                          | 32766654 | BW   |
| Saarweg 5 52° 54′ 28″ N, 9° 37′ 49″ O                  | Wohnhaus            |                                                                                          | 32766672 | BW   |
| Saarweg 7 52° 54′ 28″ N, 9° 37′ 49″ O                  | Wohnhaus            |                                                                                          | 32766690 | BW   |
| Saarweg 15 52° 54′ 29″ N, 9° 37′ 46″ O                 | Wohnhaus            |                                                                                          | 32764069 | BW   |
| Schlesierweg 2 52° 54′ 21″ N, 9° 37′ 44″ O             | Wohnhaus            |                                                                                          | 32767056 | BW   |
| Schlesierweg 4 52° 54′ 21″ N, 9° 37′ 44″ O             | Wohnhaus            |                                                                                          | 32684535 | BW   |
| Schlesierweg 6 52° 54′ 22″ N, 9° 37′ 44″ O             | Wohnhaus            |                                                                                          | 32765160 | BW   |
| Schlesierweg 8 52° 54′ 22″ N, 9° 37′ 44″ O             | Wohnhaus            |                                                                                          | 32766762 | BW   |
| Schlesierweg 10 52° 54′ 21″ N, 9° 37′ 41″ O            | Wohnhaus            |                                                                                          | 32766780 | BW   |
| Schlesierweg 12 52° 54′ 21″ N, 9° 37′ 42″ O            | Wohnhaus            |                                                                                          | 32766798 | BW   |
| Schlesierweg 14 52° 54′ 21″ N, 9° 37′ 42″ O            | Wohnhaus            |                                                                                          | 32767317 | BW   |
| Schlesierweg 16 52° 54′ 22″ N, 9° 37′ 42″ O            | Wohnhaus            |                                                                                          | 32767335 | BW   |
| Schlesierweg 18 52° 54′ 22″ N, 9° 37′ 43″ O            | Wohnhaus            |                                                                                          | 32766966 | BW   |
| Schlesierweg 20 52° 54′ 23″ N, 9° 37′ 43″ O            | Wohnhaus            |                                                                                          | 32766984 | BW   |
| Schlesierweg 22 52° 54′ 23″ N, 9° 37′ 43″ O            | Wohnhaus            |                                                                                          | 32767002 | BW   |
| Schlesierweg 24 52° 54′ 23″ N, 9° 37′ 44″ O            | Wohnhaus            |                                                                                          | 32767020 | BW   |
| Schlesierweg 26 52° 54′ 24″ N, 9° 37′ 44″ O            | Wohnhaus            |                                                                                          | 32767769 | BW   |
| Schlesierweg 28 52° 54′ 24″ N, 9° 37′ 45″ O            | Wohnhaus            |                                                                                          | 32766912 | BW   |
| Schlesierweg 30 52° 54′ 24″ N, 9° 37′ 45″ O            | Wohnhaus            |                                                                                          | 32766930 | BW   |
| Schlesierweg 32 52° 54′ 24″ N, 9° 37′ 45″ O            | Wohnhaus            |                                                                                          | 32766948 | BW   |
| Schlesierweg 34 52° 54′ 25″ N, 9° 37′ 46″ O            | Wohnhaus            |                                                                                          | 32766276 | BW   |
| Schlesierweg 36 52° 54′ 26″ N, 9° 37′ 46″ O            | Wohnhaus            |                                                                                          | 32766294 | BW   |
| Schlesierweg 38 52° 54′ 26″ N, 9° 37′ 47″ O            | Wohnhaus            |                                                                                          | 32767092 | BW   |
| Schlesierweg 40 52° 54′ 26″ N, 9° 37′ 47″ O            | Wohnhaus            |                                                                                          | 32765475 | BW   |
| Feldstraße 1/3 52° 54′ 33″ N, 9° 37′ 37″ O             | Wohnhaus            |                                                                                          | 32763940 | BW   |
| Feldstraße 2/4 52° 54′ 32″ N, 9° 37′ 36″ O             | Wohnhaus            |                                                                                          | 32764481 | BW   |
| Feldstraße 5/7 52° 54′ 32″ N, 9° 37′ 39″ O             | Wohnhaus            |                                                                                          | 32763958 | BW   |
| Feldstraße 6/8 52° 54′ 31″ N, 9° 37′ 38″ O             | Wohnhaus            |                                                                                          | 32763976 | BW   |
| Feldstraße 9/11 52° 54′ 31″ N, 9° 37′ 41″ O            | Wohnhaus            |                                                                                          | 32765321 | BW   |
| Feldstraße 10/12 52° 54′ 30″ N, 9° 37′ 40″ O           | Wohnhaus            |                                                                                          | 32763994 | BW   |
| Rainstraße 2/4 52° 54′ 34″ N, 9° 37′ 35″ O             | Wohnhaus            |                                                                                          | 32765411 | BW   |
| Rainstraße 6/8 52° 54′ 35″ N, 9° 37′ 37″ O             | Wohnhaus            |                                                                                          | 32765393 | BW   |
| Rainstraße 10/12 52° 54′ 35″ N, 9° 37′ 39″ O           | Wohnhaus            |                                                                                          | 32765375 | BW   |
| Rainstraße 14/16 52° 54′ 34″ N, 9° 37′ 40″ O           | Wohnhaus            |                                                                                          | 32766528 | BW   |
| Rainstraße 18/20 52° 54′ 34″ N, 9° 37′ 42″ O           | Wohnhaus            |                                                                                          | 32765357 | BW   |
| Siedlungstraße 1/3 52° 54′ 17″ N, 9° 37′ 32″ O         | Wohnhaus            |                                                                                          | 32764262 | BW   |
| Siedlungstraße 2/4 52° 54′ 18″ N, 9° 37′ 34″ O         | Wohnhaus            |                                                                                          | 32764244 | BW   |
| Siedlungstraße 5/7 52° 54′ 19″ N, 9° 37′ 34″ O         | Wohnhaus            |                                                                                          | 32764226 | BW   |
| Siedlungstraße 6/8 52° 54′ 19″ N, 9° 37′ 37″ O         | Wohnhaus            |                                                                                          | 32764208 | BW   |
| Siedlungstraße 9/11 52° 54′ 20″ N, 9° 37′ 36″ O        | Wohnhaus            |                                                                                          | 32764190 | BW   |
| Siedlungstraße 10/12 52° 54′ 20″ N, 9° 37′ 39″ O       | Wohnhaus            |                                                                                          | 32764390 | BW   |
| Siedlungstraße 52° 54′ 20″ N, 9° 37′ 37″ O             | Garagenanlage       | Garagenanlage II                                                                         | 32764172 | BW   |
| Siedlungstraße 14/16 52° 54′ 21″ N, 9° 37′ 39″ O       | Wohnhaus            |                                                                                          | 32764372 | BW   |
| Siedlungstraße 13/15 52° 54′ 22″ N, 9° 37′ 37″ O       | Wohnhaus            |                                                                                          | 32764353 | BW   |
| Siedlungstraße 18/20 52° 54′ 22″ N, 9° 37′ 39″ O       | Wohnhaus            |                                                                                          | 32764317 | BW   |
| Siedlungstraße 17/19 52° 54′ 23″ N, 9° 37′ 38″ O       | Wohnhaus            |                                                                                          | 32764335 | BW   |
| Siedlungstraße 22/24 52° 54′ 24″ N, 9° 37′ 40″ O       | Wohnhaus            |                                                                                          | 32764299 | BW   |
| Siedlungstraße 21/23 52° 54′ 25″ N, 9° 37′ 38″ O       | Wohnhaus            |                                                                                          | 32764694 | BW   |
| Siedlungstraße 26/28 52° 54′ 25″ N, 9° 37′ 41″ O       | Wohnhaus            |                                                                                          | 32764676 | BW   |
| Siedlungstraße 25/27 52° 54′ 26″ N, 9° 37′ 40″ O       | Wohnhaus            |                                                                                          | 32763394 | BW   |
| Siedlungstraße 30/32 52° 54′ 26″ N, 9° 37′ 42″ O       | Wohnhaus            |                                                                                          | 32764658 | BW   |
| Siedlungstraße 29/31 52° 54′ 27″ N, 9° 37′ 42″ O       | Wohnhaus            |                                                                                          | 32763373 | BW   |
| Siedlungstraße 34/36 52° 54′ 27″ N, 9° 37′ 44″ O       | Wohnhaus            |                                                                                          | 32763223 | BW   |
| Siedlungstraße 38/40 52° 54′ 28″ N, 9° 37′ 44″ O       | Wohnhaus            |                                                                                          | 32763205 | BW   |
| Siedlungstraße 52° 54′ 28″ N, 9° 37′ 43″ O             | Garagenanlage       | Garagenanlage I                                                                          | 32763901 | BW   |
| Siedlungstraße 33/35 52° 54′ 29″ N, 9° 37′ 42″ O       | Wohnhaus            |                                                                                          | 32763883 | BW   |
| Siedlungstraße 42/44 52° 54′ 30″ N, 9° 37′ 45″ O       | Wohnhaus            |                                                                                          | 32764154 | BW   |
| Siedlungstraße 37/39 52° 54′ 30″ N, 9° 37′ 43″ O       | Wohnhaus            |                                                                                          | 32765339 | BW   |
| Siedlungstraße 46/48 52° 54′ 31″ N, 9° 37′ 45″ O       | Wohnhaus            |                                                                                          | 32767200 | BW   |
| Siedlungstraße 41/43 52° 54′ 32″ N, 9° 37′ 43″ O       | Wohnhaus            |                                                                                          | 32767236 | BW   |
| Siedlungstraße 50/52 52° 54′ 33″ N, 9° 37′ 45″ O       | Wohnhaus            |                                                                                          | 32767218 | BW   |
| Uferstraße 1/3 52° 54′ 18″ N, 9° 37′ 30″ O             | Wohnhaus            |                                                                                          | 32765813 | BW   |
| Uferstraße 2/4 52° 54′ 18″ N, 9° 37′ 32″ O             | Wohnhaus            |                                                                                          | 32765831 | BW   |
| Uferstraße 5/7 52° 54′ 20″ N, 9° 37′ 31″ O             | Wohnhaus            |                                                                                          | 32765849 | BW   |
| Uferstraße 9/11 52° 54′ 21″ N, 9° 37′ 32″ O            | Wohnhaus            |                                                                                          | 32767481 | BW   |
| Uferstraße 6/8 52° 54′ 21″ N, 9° 37′ 34″ O             | Wohnhaus            |                                                                                          | 32767499 | BW   |
| Uferstraße 10/12 52° 54′ 22″ N, 9° 37′ 36″ O           | Wohnhaus            |                                                                                          | 32767517 | BW   |
| Uferstraße 14/16 52° 54′ 24″ N, 9° 37′ 36″ O           | Wohnhaus            |                                                                                          | 32766312 | BW   |
| Uferstraße 18/20 52° 54′ 25″ N, 9° 37′ 35″ O           | Wohnhaus            |                                                                                          | 32766330 | BW   |
| Uferstraße 52° 54′ 26″ N, 9° 37′ 33″ O                 | Garagenanlage       | Garagenanlage I                                                                          | 32766348 | BW   |
| Uferstraße 22/24 52° 54′ 27″ N, 9° 37′ 35″ O           | Wohnhaus            |                                                                                          | 32766366 | BW   |
| Uferstraße 26/28 52° 54′ 28″ N, 9° 37′ 34″ O           | Wohnhaus            |                                                                                          | 32766384 | BW   |
| Uferstraße 30/32 52° 54′ 29″ N, 9° 37′ 33″ O           | Wohnhaus            |                                                                                          | 32766402 | BW   |
| Uferstraße 52° 54′ 29″ N, 9° 37′ 31″ O                 | Garagenanlage       | Garagenanlage II                                                                         | 32766420 | BW   |
| Uferstraße 34/36 52° 54′ 30″ N, 9° 37′ 33″ O           | Wohnhaus            |                                                                                          | 32766438 | BW   |
| Uferstraße 38/40 52° 54′ 32″ N, 9° 37′ 33″ O           | Wohnhaus            |                                                                                          | 32766456 | BW   |
| Uferstraße 13/15 52° 54′ 33″ N, 9° 37′ 31″ O           | Wohnhaus            |                                                                                          | 32764426 | BW   |
| Uferstraße 42/44 52° 54′ 33″ N, 9° 37′ 33″ O           | Wohnhaus            |                                                                                          | 32764894 | BW   |
| Uferstraße 52° 54′ 34″ N, 9° 37′ 33″ O                 | Garagenanlage       | Garagenanlage III                                                                        | 32764408 | BW   |
| Uferstraße 17/19 52° 54′ 34″ N, 9° 37′ 31″ O           | Wohnhaus            |                                                                                          | 32764444 | BW   |
| Uferstraße 21/23 52° 54′ 35″ N, 9° 37′ 31″ O           | Wohnhaus            |                                                                                          | 32764462 | BW   |
| Waldstraße 1/3 52° 54′ 29″ N, 9° 37′ 37″ O             | Wohnhaus            |                                                                                          | 32766876 | BW   |
| Waldstraße 2/4 52° 54′ 28″ N, 9° 37′ 37″ O             | Wohnhaus            |                                                                                          | 32763847 | BW   |
| Waldstraße 5/7 52° 54′ 29″ N, 9° 37′ 39″ O             | Wohnhaus            |                                                                                          | 32766894 | BW   |
| Waldstraße 6/8 52° 54′ 28″ N, 9° 37′ 40″ O             | Wohnhaus            |                                                                                          | 32763865 | BW   |
| Walter-Christoph-Platz 1/3 52° 54′ 16″ N, 9° 37′ 47″ O | Wohn-/Geschäftshaus |                                                                                          | 32767661 | BW   |
| Walter-Christoph-Platz 4/6 52° 54′ 17″ N, 9° 37′ 44″ O | Wohn-/Geschäftshaus |                                                                                          | 32767679 | BW   |
| Walter-Christoph-Platz 7/8 52° 54′ 18″ N, 9° 37′ 44″ O | Wohnhaus            |                                                                                          | 32764280 | BW   |

### Benzen

#### Gruppe: Hofanlage Nr. 2
Die Gruppe „Hofanlage Nr. 2“ hat die ID 32687879.

| Lage                                | Bezeichnung              | Beschreibung | ID       | Bild |
| ----------------------------------- | ------------------------ | ------------ | -------- | ---- |
| Benzen 2 52° 50′ 0″ N, 9° 34′ 14″ O | Wohn-/Wirtschaftsgebäude |              | 32807794 | BW   |
| Benzen 2 52° 50′ 1″ N, 9° 34′ 12″ O | Scheune                  |              | 32809437 | BW   |
| Benzen 2 52° 50′ 1″ N, 9° 34′ 14″ O | Speicher                 |              | 32807837 | BW   |
| Benzen 2 52° 50′ 1″ N, 9° 34′ 14″ O | Stall                    |              | 32807817 | BW   |

#### Einzelbaudenkmale
| Lage                                 | Bezeichnung      | Beschreibung | ID       | Bild |
| ------------------------------------ | ---------------- | ------------ | -------- | ---- |
| Benzen 1 52° 50′ 5″ N, 9° 34′ 10″ O  | Schafstall       |              | 32807772 | BW   |
| Benzen 3 52° 49′ 56″ N, 9° 34′ 17″ O | Backhaus         |              | 32807110 | BW   |
| Benzen 6 52° 50′ 0″ N, 9° 34′ 49″ O  | Speicher         |              | 32808526 | BW   |
| Benzen 7 52° 50′ 1″ N, 9° 34′ 56″ O  | Hof mit Speicher |              | 32810445 | BW   |

### Bockhorn

#### Gruppe: Hofanlage Bockhorn Nr. 2
Die Gruppe „Hofanlage Bockhorn Nr. 2“ hat die ID 32688143.

| Lage                                   | Bezeichnung              | Beschreibung | ID       | Bild |
| -------------------------------------- | ------------------------ | ------------ | -------- | ---- |
| Bockhorn 2 52° 49′ 50″ N, 9° 40′ 12″ O | Wohn-/Wirtschaftsgebäude |              | 32807898 | BW   |
| Bockhorn 2 52° 49′ 51″ N, 9° 40′ 11″ O | Stall                    |              | 32807608 | BW   |
| Bockhorn 2 52° 49′ 51″ N, 9° 40′ 11″ O | Scheune                  |              | 32807587 | BW   |
| Bockhorn 2 52° 49′ 51″ N, 9° 40′ 13″ O | Speicher                 |              | 32809411 | BW   |

#### Gruppe: Hofanlage Bockhorn Nr. 3
Die Gruppe „Hofanlage Bockhorn Nr. 3“ hat die ID 32688156.

| Lage                                   | Bezeichnung              | Beschreibung  | ID       | Bild |
| -------------------------------------- | ------------------------ | ------------- | -------- | ---- |
| Bockhorn 3 52° 49′ 38″ N, 9° 40′ 22″ O | Wohn-/Wirtschaftsgebäude |               | 32807389 |      |
| Bockhorn 3 52° 49′ 38″ N, 9° 40′ 21″ O | Stall                    | Schweinestall | 32811758 | BW   |
| Bockhorn 3 52° 49′ 39″ N, 9° 40′ 21″ O | Speicher                 |               | 32811776 | BW   |
| Bockhorn 3 52° 49′ 39″ N, 9° 40′ 22″ O | Wohnhaus                 |               | 32807411 | BW   |
| Bockhorn 3 52° 49′ 37″ N, 9° 40′ 22″ O | Schafstall               |               | 32807919 | BW   |

#### Gruppe: Hofanlage Bockhorn Nr. 6
Die Gruppe „Hofanlage Bockhorn Nr. 6“ hat die ID 32688169.

| Lage                                   | Bezeichnung              | Beschreibung          | ID       | Bild |
| -------------------------------------- | ------------------------ | --------------------- | -------- | ---- |
| Bockhorn 6 52° 49′ 39″ N, 9° 40′ 26″ O | Wohn-/Wirtschaftsgebäude |                       | 32814708 | BW   |
| Bockhorn 6 52° 49′ 37″ N, 9° 40′ 28″ O | Speicher                 |                       | 32814730 | BW   |
| Bockhorn 6 52° 49′ 37″ N, 9° 40′ 30″ O | Scheune                  | Ehemaliger Schafstall | 32815210 | BW   |

#### Einzeldenkmale
| Lage                                   | Bezeichnung | Beschreibung          | ID       | Bild |
| -------------------------------------- | ----------- | --------------------- | -------- | ---- |
| Bockhorn 1 52° 49′ 54″ N, 9° 40′ 13″ O | Schafstall  |                       | 32808161 | BW   |
| Bockhorn 1 52° 49′ 55″ N, 9° 40′ 12″ O | Speicher    |                       | 32807876 | BW   |
| Bockhorn 4 52° 49′ 34″ N, 9° 40′ 20″ O | Scheune     | Ehemaliger Schafstall | 32815232 | BW   |

### Bomlitz
Die beiden Kernortsteile Bomlitz und Benefeld werden durch die Bauten der Firmen Wolff und Eibia aus der Mitte des 20. Jahrhunderts und durch die Wohnsiedlungen der Mitarbeiter geprägt.

#### Einzelbaudenkmale
| Lage                                               | Bezeichnung               | Beschreibung | ID       | Bild |
| -------------------------------------------------- | ------------------------- | --- | -------- | ---- |
| Am Gutshof 10 52° 54′ 25″ N, 9° 39′ 36″ O          | Gutshaus                  | Das Guts-, Gästehaus und Casino wurde 1872 als Anbau des ehemaligen Papiermüller-Wohnhauses und 1905 als Gutshaus (Gut Bomlitz, siehe Karte) errichtet. Das Gebäude ist ein zweigeschossiger Bau mit einer vielfältigen Dachform. Es ist heute eine Ausbildungsstätte. | 32763117 |      |
| August-Wolff-Straße 13 52° 54′ 22″ N, 9° 39′ 48″ O | Verwaltungsgebäude        | Das Gebäude wurde 1920 errichtet. | 32768160 |      |
| Bahnhofstraße 52° 54′ 18″ N, 9° 39′ 27″ O          | Werkbahngebäude           | | 32768047 |      |
| Bahnhofstraße 13 52° 54′ 17″ N, 9° 39′ 30″ O       | Pförtnerhaus              | Das Haus wurde 1913/1914 erbaut. | 32763457 |      |
| Bahnhofstraße 11 52° 54′ 15″ N, 9° 39′ 33″ O       | Wohlfahrtsgebäude         | Das Haus wurde 1918 erbaut. | 32763182 |      |
| Bahnhofstraße 18/20 52° 54′ 14″ N, 9° 39′ 32″ O    | Gaststätte                | Das Gebäude wurde 1914 erbaut. | 32763824 |      |
| Bahnhofstraße 22/24 52° 54′ 15″ N, 9° 39′ 30″ O    | Ledigenheim               | Das ehemalige Ledigenheim wurde 1913 erbaut. Hier wohnten bis zu 144 ledige Mitarbeiter der Pulverfabrik. | 32765452 |      |
| Cordinger Straße 35 52° 54′ 19″ N, 9° 38′ 22″ O    | Feuerwehr-/Krankenstation | Das Gebäude wurde als Teil der Munitionsfabrik Eibia in den Jahren 1939/1940 erbaut. Seit 1950 ist es Teil der Freien Waldorfschule Benefeld. | 32767850 | BW   |
| Cordinger Straße 35 52° 54′ 16″ N, 9° 38′ 18″ O    | Verwaltungsgebäude        | Das Gebäude wurde als Teil der Munitionsfabrik Eibia in den Jahren 1939/1940 erbaut. Seit 1950 ist es Teil der Freien Waldorfschule Benefeld | 32767829 |      |
| Friedhofsweg 52° 54′ 14″ N, 9° 39′ 6″ O            | Kriegsgräberstätte        | Die Kriegsgräberstätte erinnert an die gestorbenen Zwangsarbeiter der Munitionsfabrik. Über 120 Kriegsgefangene sind hier begraben. In der Mitte der Anlage befindet sich eine Gedenktafel in polnischer Sprache.                                                      | 32768087 |      |

### Bommelsen/Kroge

#### Einzelbaudenkmale
| Lage                                           | Bezeichnung              | Beschreibung | ID       | Bild           |
| ---------------------------------------------- | ------------------------ | --- | -------- | -------------- |
| Am Riesbach 6 52° 55′ 35″ N, 9° 41′ 47″ O      | Stall                    | | 32767254 | BW             |
| Bommelser Straße 52° 56′ 38″ N, 9° 41′ 20″ O   | Kirche                   | Die evangelische Friedenskirche wurde 1929–1930 als Saalkirche mit Satteldach und Dachreiter erbaut. Im Osten der Kirche befindet sich ein eingezogener Chor, an den Längsseiten jeweils fünf langgezogene Fenster. Das Innere wird geprägt durch eine dunkle Kehlbalkendecke. | 32764106 | Weitere Bilder |
| Bommelser Straße 3 52° 56′ 44″ N, 9° 41′ 31″ O | Speicher                 | Auf dem Hof steht ein im Jahre 1768 erbauter Treppenspeicher. | 32763801 | BW             |
| Bommelser Straße 11 52° 57′ 2″ N, 9° 41′ 45″ O | Stall                    | | 32766173 | BW             |
| Zur Beeke 5 52° 56′ 50″ N, 9° 41′ 27″ O        | Scheune/Stall            | Der Vehnenhof wurde bereits 1423 erwähnt. | 32763778 | BW             |
| Zur Beeke 6 52° 57′ 1″ N, 9° 41′ 58″ O         | Wohn-/Wirtschaftsgebäude | | 32764757 | BW             |
| Zur Beeke 6 52° 57′ 3″ N, 9° 42′ 0″ O          | Schafstall               | | 32766130 | BW             |
| Zur Beeke 6 52° 57′ 2″ N, 9° 41′ 58″ O         | Stall                    | Stall I | 32764781 | BW             |
| Zur Beeke 6 52° 57′ 2″ N, 9° 41′ 57″ O         | Stall                    | Stall II | 32763436 | BW             |
| Zur Beeke 6 52° 56′ 59″ N, 9° 41′ 58″ O        | Häuslingshaus            | | 32763141 | BW             |

### Borg/Cordingen

#### Einzelbaudenkmale
| Lage                                         | Bezeichnung              | Beschreibung                                     | ID       | Bild |
| -------------------------------------------- | ------------------------ | ------------------------------------------------ | -------- | ---- |
| Borger Straße 52° 53′ 51″ N, 9° 37′ 14″ O    | Kapelle                  | Die Friedhofskapelle wurde im Jahre 1949 erbaut. | 32767956 |      |
| Borger Straße 52° 53′ 51″ N, 9° 37′ 13″ O    | Kriegsgräberstätte       |                                                  | 32768068 | BW   |
| Borger Straße 36 52° 53′ 16″ N, 9° 37′ 19″ O | Wohn-/Wirtschaftsgebäude |                                                  | 32763736 | BW   |

### Düshorn
Düshorn ist der größte Ortsteil von Walsrode. Im Jahre 1974 wurde Düshorn ein Teil von Walsrode.

#### Gruppe: Kirche Kirchstraße
Die Gruppe „Kirche Kirchstraße“ hat die ID 32688066.

| Lage                                    | Bezeichnung | Beschreibung | ID       | Bild           |
| --------------------------------------- | ----------- | ------------ | -------- | -------------- |
| Kirchstraße 52° 49′ 48″ N, 9° 37′ 50″ O | Kirche      |              | 32814643 | Weitere Bilder |
| Kirchstraße 52° 49′ 47″ N, 9° 37′ 45″ O | Kirchhof    |              | 32814545 | BW             |
| Kirchstraße 52° 49′ 48″ N, 9° 37′ 48″ O | Grabsteine  |              | 32814666 | BW             |

#### Gruppe: Hofanlage Am Berge 2
Die Gruppe „Hofanlage Am Berge 2“ hat die ID 32688092.

| Lage                                   | Bezeichnung              | Beschreibung | ID       | Bild |
| -------------------------------------- | ------------------------ | ------------ | -------- | ---- |
| Am Berge 2 52° 49′ 54″ N, 9° 38′ 20″ O | Wohn-/Wirtschaftsgebäude |              | 32809586 | BW   |
| Am Berge 2 52° 49′ 54″ N, 9° 38′ 20″ O | Brunnen                  | Ziehbrunnen  | 32813930 | BW   |
| Am Berge 2 52° 49′ 53″ N, 9° 38′ 20″ O | Remise                   |              | 32809609 | BW   |

#### Gruppe: Hofanlage Fallingbosteler Straße 13
Die Gruppe „Hofanlage Fallingbosteler Straße 13“ hat die ID 32688105.

| Lage                                                  | Bezeichnung              | Beschreibung | ID       | Bild |
| ----------------------------------------------------- | ------------------------ | ------------ | -------- | ---- |
| Fallingbosteler Straße 13 52° 49′ 56″ N, 9° 37′ 48″ O | Wohn-/Wirtschaftsgebäude |              | 32808587 | BW   |
| Fallingbosteler Straße 13 52° 49′ 56″ N, 9° 37′ 48″ O | Stall                    |              | 32807176 | BW   |
| Fallingbosteler Straße 13 52° 49′ 56″ N, 9° 37′ 49″ O | Scheune                  |              | 32809701 | BW   |

#### Gruppe: Hofanlagen Auf dem Kamp 11/13
Die Gruppe „Hofanlagen Auf dem Kamp 11/13“ hat die ID 32688105.

| Lage                                        | Bezeichnung              | Beschreibung | ID       | Bild |
| ------------------------------------------- | ------------------------ | ------------ | -------- | ---- |
| Auf dem Kamp 11 52° 49′ 41″ N, 9° 37′ 27″ O | Wohn-/Wirtschaftsgebäude |              | 2688118  | BW   |
| Auf dem Kamp 13 52° 49′ 41″ N, 9° 37′ 25″ O | Wohn-/Wirtschaftsgebäude |              | 32808673 | BW   |
| Auf dem Kamp 13 52° 49′ 42″ N, 9° 37′ 24″ O | Wohn-/Wirtschaftsgebäude |              | 32810619 | BW   |

#### Gruppe: Hofanlage Ellinghausen Nr. 6
Die Gruppe „Hofanlage Ellinghausen Nr. 6“ hat die ID 332688131.

| Lage                                       | Bezeichnung              | Beschreibung | ID       | Bild |
| ------------------------------------------ | ------------------------ | ------------ | -------- | ---- |
| Ellinghausen 6 52° 49′ 57″ N, 9° 37′ 11″ O | Wohn-/Wirtschaftsgebäude |              | 32812297 | BW   |
| Ellinghausen 6 52° 49′ 57″ N, 9° 37′ 10″ O | Stall                    |              | 32813993 | BW   |
| Ellinghausen 6 52° 49′ 56″ N, 9° 37′ 10″ O | Speicher                 |              | 32812324 | BW   |
| Ellinghausen 6 52° 49′ 55″ N, 9° 37′ 10″ O | Stall                    |              | 32812345 | BW   |

#### Einzelbaudenkmale
| Lage                                            | Bezeichnung              | Beschreibung    | ID       | Bild |
| ----------------------------------------------- | ------------------------ | --------------- | -------- | ---- |
| Alter Celler Weg 15 52° 49′ 39″ N, 9° 38′ 44″ O | Wohn-/Wirtschaftsgebäude |                 | 32808328 | BW   |
| Celler Straße 52° 49′ 55″ N, 9° 38′ 0″ O        | Kriegerdenkmal           |                 | 32818879 | BW   |
| Düsterweg 4 52° 49′ 55″ N, 9° 37′ 55″ O         | Wohn-/Wirtschaftsgebäude |                 | 32808744 | BW   |
| Ellinghausen 3 52° 49′ 58″ N, 9° 37′ 8″ O       | Speicher                 | Treppenspeicher | 32808113 | BW   |
| Ellinghausen 3 52° 49′ 56″ N, 9° 37′ 7″ O       | Stall                    |                 | 32813952 | BW   |
| Heesterworth 6 52° 49′ 48″ N, 9° 38′ 12″ O      | Wohn-/Wirtschaftsgebäude |                 | 32813624 | BW   |
| Rödershöfen 2 52° 50′ 44″ N, 9° 37′ 53″ O       | Schafstall               |                 | 32810573 | BW   |
| Wedden 1 52° 49′ 49″ N, 9° 37′ 53″ O            | Wohn-/Wirtschaftsgebäude |                 | 32814563 |      |
| Wedden 3 52° 49′ 44″ N, 9° 37′ 45″ O            | Pfarrhaus                |                 | 32812663 | BW   |
| Wedden 3 52° 49′ 43″ N, 9° 37′ 46″ O            | Backhaus                 |                 | 32812706 | BW   |

### Fulde
In einer Abschrift wird Fulde als Fuilmi in den Jahren 822 bis 826 das erste Mal erwähnt. Im Jahre 1768 starb das gleichnamige Adelsgeschlecht Fulde aus. Der Stammsitz der Familie Fulde war wohl der Hof Fulde 1. Fulde waren ursprünglich fünf Höfe, hat sich aber auf Grund der Lage zu einem verdichteten Straßendorf entwickelt.

#### Einzelbaudenkmale
| Lage                                 | Bezeichnung | Beschreibung | ID       | Bild |
| ------------------------------------ | ----------- | --- | -------- | ---- |
| Fulde 2 52° 52′ 13″ N, 9° 32′ 33″ O  | Speicher    | Das Forsthaus war Teil eines Forsthofes, heute befinden sich hier einige Wohnhäuser. Das Fachwerkhaus ist im Ursprung aus dem 18. Jahrhundert. | 32812229 | BW   |
| Fulde 7 52° 52′ 22″ N, 9° 32′ 25″ O  | Speicher    | | 32811375 | BW   |
| Fulde 7 52° 52′ 24″ N, 9° 32′ 26″ O  | Schafstall  | | 32811353 | BW   |
| Fulde 23 52° 53′ 13″ N, 9° 32′ 29″ O | Forsthaus   | | 32808185 | BW   |

### Groß Eilstorf
Groß Eilstorf befindet sich etwa neun Kilometer südwestlich von Walsrode. Der Ort liegt auf einer Anhöhe, die früher von Mooren umgeben war.

#### Gruppe: Hofanlagen Groß Eilstorf
Die Gruppe „Hofanlagen Groß Eilstorf“ hat die ID 32687818.

##### Gruppe: Hofanlage Groß Eilstorf Nr. 11
Die Gruppe „Hofanlage Groß Eilstorf Nr. 11“ hat die ID 32687832.

| Lage                                        | Bezeichnung              | Beschreibung | ID       | Bild |
| ------------------------------------------- | ------------------------ | ------------ | -------- | ---- |
| Groß Eilstorf 11 52° 49′ 12″ N, 9° 27′ 8″ O | Wohn-/Wirtschaftsgebäude |              | 32811798 | BW   |
| Groß Eilstorf 11 52° 49′ 13″ N, 9° 27′ 7″ O | Stall                    |              | 32813013 | BW   |
| Groß Eilstorf 11 52° 49′ 13″ N, 9° 27′ 6″ O | Remise                   |              | 32811842 | BW   |
| Groß Eilstorf 11 52° 49′ 13″ N, 9° 27′ 6″ O | Scheune                  |              | 32812991 | BW   |
| Groß Eilstorf 11 52° 49′ 14″ N, 9° 27′ 7″ O | Speicher                 |              | 32811820 | BW   |

##### Gruppe: Hofanlage Groß Eilstorf Nr. 12
Die Gruppe „Hofanlage Groß Eilstorf Nr. 12“ hat die ID 32687845.

| Lage                                         | Bezeichnung              | Beschreibung | ID       | Bild |
| -------------------------------------------- | ------------------------ | ------------ | -------- | ---- |
| Groß Eilstorf 12 52° 49′ 13″ N, 9° 27′ 10″ O | Wohn-/Wirtschaftsgebäude |              | 32813035 | BW   |
| Groß Eilstorf 12 52° 49′ 16″ N, 9° 27′ 9″ O  | Scheune                  |              | 32815530 | BW   |

#### Einzelbaudenkmale
| Lage                                         | Bezeichnung    | Beschreibung | ID       | Bild |
| -------------------------------------------- | -------------- | ------------ | -------- | ---- |
| 52° 49′ 10″ N, 9° 27′ 4″ O                   | Kriegerdenkmal |              | 32818861 | BW   |
| 52° 49′ 16″ N, 9° 27′ 22″ O                  | Feuerwehrhaus  |              | 32811931 | BW   |
| Groß Eilstorf 7 52° 49′ 8″ N, 9° 27′ 9″ O    | Speicher       |              | 32807432 | BW   |
| Groß Eilstorf 23 52° 49′ 15″ N, 9° 27′ 22″ O | Wohnhaus       |              | 32811907 | BW   |
| Groß Eilstorf 53 52° 49′ 7″ N, 9° 27′ 2″ O   | Wohnhaus       |              | 32811036 | BW   |

### Hamwiede

#### Gruppe: Schafställe Hamwiede
Die Gruppe „Schafställe Hamwiede“ hat die ID 32687705.

| Lage                                    | Bezeichnung | Beschreibung | ID       | Bild |
| --------------------------------------- | ----------- | ------------ | -------- | ---- |
| Owe 1 A 52° 53′ 24″ N, 9° 25′ 27″ O     | Schafstall  |              | 32807154 | BW   |
| Kronsnest 1 52° 53′ 25″ N, 9° 25′ 28″ O | Schafstall  |              | 32807367 | BW   |

#### Einzelbaudenkmale
| Lage                                    | Bezeichnung              | Beschreibung             | ID       | Bild |
| --------------------------------------- | ------------------------ | ------------------------ | -------- | ---- |
| Owe 1 52° 53′ 26″ N, 9° 25′ 22″ O       | Speicher                 |                          | 32807197 | BW   |
| Friedhof 52° 53′ 55″ N, 9° 27′ 45″ O    | Grabstein                | Johann Heinrich Wolters  | 32818609 | BW   |
| Friedhof 52° 53′ 55″ N, 9° 27′ 46″ O    | Grabstein                | Anna Catharina Grünhagen | 32818632 | BW   |
| Hamwiede 2 52° 53′ 49″ N, 9° 27′ 42″ O  | Speicher                 |                          | 32809113 | BW   |
| Nr. 6 52° 53′ 54″ N, 9° 27′ 32″ O       | Backhaus                 |                          | 32808630 | BW   |
| Hamwiede 10 52° 53′ 50″ N, 9° 27′ 37″ O | Wohn-/Wirtschaftsgebäude |                          | 32818656 | BW   |

### Hollige

#### Gruppe: Hofanlage Hollige Nr. 9
Die Gruppe „Hofanlage Hollige Nr. 9“ hat die ID 32687939.

| Lage                                  | Bezeichnung              | Beschreibung     | ID       | Bild |
| ------------------------------------- | ------------------------ | ---------------- | -------- | ---- |
| Hollige 9 52° 49′ 23″ N, 9° 32′ 35″ O | Wohn-/Wirtschaftsgebäude |                  | 32809673 | BW   |
| Hollige 9 52° 49′ 24″ N, 9° 32′ 35″ O | Remise                   |                  | 32810426 | BW   |
| Hollige 9 52° 49′ 24″ N, 9° 32′ 33″ O | Scheune                  |                  | 32810388 | BW   |
| Hollige 9 52° 49′ 23″ N, 9° 32′ 34″ O | Stall                    |                  | 32810407 | BW   |
| Hollige 9 52° 49′ 23″ N, 9° 32′ 33″ O | Speicher                 |                  | 32811124 | BW   |
| Hollige 9 52° 49′ 22″ N, 9° 32′ 35″ O | Wirtschaftsgebäude       |                  | 32815364 | BW   |
| Hollige 9 52° 49′ 24″ N, 9° 32′ 35″ O | Brunnen                  | Sandsteinbrunnen | 32815324 | BW   |

#### Einzelbaudenkmale
| Lage                                   | Bezeichnung              | Beschreibung            | ID       | Bild |
| -------------------------------------- | ------------------------ | ----------------------- | -------- | ---- |
| Hollige 1 52° 49′ 26″ N, 9° 32′ 32″ O  | Schafstall               |                         | 32808697 | BW   |
| Hollige 1 52° 49′ 26″ N, 9° 32′ 31″ O  | Schafstall               |                         | 32813363 | BW   |
| Hollige 2 52° 49′ 25″ N, 9° 32′ 35″ O  | Wohn-/Wirtschaftsgebäude |                         | 32810367 | BW   |
| Hollige 3 52° 49′ 25″ N, 9° 32′ 41″ O  | Scheune                  | Längsdurchfahrtsscheune | 32811149 | BW   |
| Hollige 5 52° 49′ 20″ N, 9° 32′ 40″ O  | Schafstall               |                         | 32812768 | BW   |
| Hollige 5 52° 49′ 20″ N, 9° 32′ 41″ O  | Wirtschaftsgebäude       |                         | 32815304 | BW   |
| Hollige 5 52° 49′ 21″ N, 9° 32′ 42″ O  | Stall                    |                         | 32817933 | BW   |
| Hollige 5 52° 49′ 21″ N, 9° 32′ 40″ O  | Scheune                  |                         | 32812906 | BW   |
| Hollige 5 52° 49′ 22″ N, 9° 32′ 42″ O  | Wohn-/Wirtschaftsgebäude |                         | 32812883 | BW   |
| Hollige 6 52° 49′ 20″ N, 9° 32′ 44″ O  | Backhaus                 |                         | 32812859 | BW   |
| Hollige 6 52° 49′ 20″ N, 9° 32′ 43″ O  | Speicher                 |                         | 32808720 | BW   |
| Hollige 8 52° 49′ 22″ N, 9° 32′ 37″ O  | Wohn-/Wirtschaftsgebäude |                         | 32810275 | BW   |
| Hollige 13 52° 49′ 12″ N, 9° 32′ 42″ O | Scheune                  |                         | 32813341 | BW   |
| Hollige 15 52° 49′ 29″ N, 9° 32′ 10″ O | Speicher                 |                         | 32811736 | BW   |
| Hollige 40 52° 49′ 16″ N, 9° 32′ 44″ O | Bahnhofsgebäude          |                         | 48117691 | BW   |

### Honerdingen

#### Gruppe: Ortskern Honerdingen
Die Gruppe „Ortskern Honerdingen“ hat die ID 32688001. Alle Gebäude dieser Gruppe stehen am südlichen Ortsrand in Meinerdingen.

| Lage                                            | Bezeichnung     | Beschreibung | ID       | Bild           |
| ----------------------------------------------- | --------------- | --- | -------- | -------------- |
| Hof Meinerdingen 1 52° 51′ 32″ N, 9° 37′ 56″ O  | Wohngebäude     | Das Zweiständerfachwerkhaus des „Hof Meinerdingen“ wurde 1706 erbaut und 1874 vom Kaufmann August Behrmann um ein Viergiebel-Anbau erweitert. | 32809518 |                |
| Hof Meinerdingen 1 52° 51′ 31″ N, 9° 37′ 57″ O  | Speicher        | Der dreiteilige Treppenspeicher wurde 1749 für die Lagerung von Getreide und Tierfutter errichtet. In der Mitte des 20. Jahrhunderts erfolgte der Einbau einer elektrischen Schrotmühle. Bedingt durch den technischen Fortschritt in der Landwirtschaft wird der Treppenspeicher in der Gegenwart nicht mehr für diese ursprünglichen Zwecke genutzt.                                                                                                   | 32815596 |                |
| Hof Meinerdingen 1a 52° 51′ 30″ N, 9° 37′ 55″ O | Wohngebäude     | Das Gebäude auf dem „Hof Meinerdingen“ wurde zeitweise als Stall genutzt, 1996 erfolgte die Umwidmung zu Wohnzwecken. | 32807702 |                |
| Hof Meinerdingen 1b 52° 51′ 29″ N, 9° 37′ 54″ O | Backhaus        | Das Gebäude auf dem „Hof Meinerdingen“ wurde als Backhaus genutzt, zu Beginn des 20. Jahrhunderts erfolgte eine Umwidmung zu Wohnzwecken. | 32815646 |                |
| Dorfallee 1c/1d 52° 51′ 36″ N, 9° 38′ 4″ O      | Wohnhaus        | Das Nebengebäude diente einst als Unterkunft für Personale des „Hof Meinerdingen“. Heute beherbergt es vier Ferienwohnungen. | 32810551 |                |
| Dorfallee 15 52° 51′ 35″ N, 9° 37′ 58″ O        | Pfarrhaus       | Beherbergt unter anderem die Dienstwohnung des Pastors der ev.-luth. St.-Georg Kirchengemeinde Meinerdingen. | 32814425 |                |
| Dorfallee 16 52° 51′ 34″ N, 9° 38′ 0″ O         | Pfarrwitwenhaus | Das einstige Pfarrwitwenhaus beherbergt heute das Kirchenbüro und das Kirchcafé. Das Gebäude kann auch für die standesamtliche Trauung (Stadt Walsrode) gebucht werden. | 32814397 |                |
| 52° 51′ 33″ N, 9° 37′ 59″ O                     | Kirche          | Die evangelische Kirche St. Georg ist ein gotischer, einschiffiger Bau aus dem 15. Jahrhundert. Die Kirche hat einen rechteckigen, eingezogenen Chor, im Westen der Kirche befindet sich ein Glockenturm. Die Emporen im Inneren sind aus dem 16. Jahrhundert, die Prieche im Chor ist später entstanden. Weiter befinden sich in der Kirche ein gotisches Taufbecken und ein barocker Taufengel. Die Kanzel stammt aus dem Anfang des 17. Jahrhunderts. | 32815673 | Weitere Bilder |
| 52° 51′ 33″ N, 9° 38′ 0″ O                      | Kirchhof        | | 32819102 | BW             |

#### Einzelbaudenkmale
| Lage                                    | Bezeichnung | Beschreibung            | ID       | Bild |
| --------------------------------------- | ----------- | ----------------------- | -------- | ---- |
| Dorfallee 6 52° 51′ 59″ N, 9° 37′ 46″ O | Speicher    | Treppenspeicher         | 32815814 | BW   |
| Dorfallee 6 52° 51′ 59″ N, 9° 37′ 51″ O | Scheune     | Längsdurchfahrtsscheune | 32813646 | BW   |

### Hünzingen
Es gibt in Hünzingen keine Baudenkmale.

### Idsingen

#### Gruppe: Hofanlage Idsingen Nr. 7
Die Gruppe „Hofanlage Idsingen Nr. 7“ hat die ID 32688670.

| Lage                                   | Bezeichnung              | Beschreibung          | ID       | Bild |
| -------------------------------------- | ------------------------ | --------------------- | -------- | ---- |
| Idsingen 7 52° 54′ 20″ N, 9° 29′ 22″ O | Speicher                 |                       | 32810229 | BW   |
| Idsingen 7 52° 54′ 19″ N, 9° 29′ 23″ O | Scheune                  | Querdurchfahrtscheune | 32818067 | BW   |
| Idsingen 7 52° 54′ 18″ N, 9° 29′ 23″ O | Remise                   |                       | 32818585 | BW   |
| Idsingen 7 52° 54′ 19″ N, 9° 29′ 20″ O | Wohn-/Wirtschaftsgebäude |                       | 32814219 | BW   |

#### Einzelbaudenkmale
| Lage                                   | Bezeichnung | Beschreibung | ID       | Bild |
| -------------------------------------- | ----------- | ------------ | -------- | ---- |
| Idsingen 1 52° 54′ 10″ N, 9° 29′ 3″ O  | Speicher    |              | 32808038 | BW   |
| Idsingen 2 52° 54′ 24″ N, 9° 28′ 50″ O | Stall       |              | 32808015 | BW   |
| Idsingen 2 52° 54′ 23″ N, 9° 28′ 47″ O | Speicher    |              | 32809786 | BW   |

### Kirchboitzen

#### Gruppe: Ev. Kirche Kirchboitzen
Die Gruppe „Ev. Kirche Kirchboitzen“ hat die ID 32687781.

| Lage                        | Bezeichnung | Beschreibung | ID       | Bild           |
| --------------------------- | ----------- | --- | -------- | -------------- |
| 52° 49′ 39″ N, 9° 29′ 28″ O | Kirche      | Die evangelisch-lutherische Kirche St. Michaelis geht auf einen Kirchbau aus dem Jahre 1226 zurück, der 1742 abbrannte. Die Saalkirche aus Backstein wurde neu errichtet und von Conrad Wilhelm Hase 1862 bis 1863 umgestaltet. Im Zweiten Weltkrieg wurde die Kirche zerstört und von Ernst Zinsser zwischen 1949 und 1951 wieder aufgebaut. | 32809226 | Weitere Bilder |
| 52° 49′ 38″ N, 9° 29′ 27″ O | Kirchhof    | Der Kirchhof um die Kirche ist eine gestaltete Grünfläche. | 32809248 | BW             |

#### Einzelbaudenkmale
| Lage                                        | Bezeichnung | Beschreibung | ID       | Bild |
| ------------------------------------------- | ----------- | --- | -------- | ---- |
| Kirchboitzen 52° 49′ 33″ N, 9° 29′ 26″ O    | Friedhof    | um 1950 wurde das mit einer Hecke umfriedete Gräberfeld für etwa fünfzig Tote der letzten Kriegstage angelegt. An der Westseite befindet sich die Skulptur eines sterbenden Soldaten.       | 32814845 | BW   |
| Kirchboitzen 11 52° 49′ 33″ N, 9° 29′ 26″ O | Schule      | Das eingeschossige Backsteingebäude mit Drempel und unter einem Halbwalmdach wurde 1880 als Schule errichtet. Der Eingangsvorbau steht unter einem Satteldach.                              | 32812927 | BW   |
| Kirchboitzen 59 52° 49′ 37″ N, 9° 30′ 25″ O | Mühle       | Im ausgehenden 18. Jahrhundert wurde die eingeschossige Fachwerkmühle mit Zwerchhaus errichtet. 1922 wurde ein zweieinhalbgeschossiger verputzter und massiver Anbau an die Mühle angebaut. | 32808503 | BW   |

### Klein Eilstorf

#### Gruppe: ehem. Schule Klein Eilstorf Nr. 4
Die Gruppe „ehem.Schule Klein Eilstorf Nr. 4“ hat die ID 32688683.

| Lage                                         | Bezeichnung              | Beschreibung      | ID       | Bild |
| -------------------------------------------- | ------------------------ | ----------------- | -------- | ---- |
| Klein Eilstorf 4 52° 48′ 52″ N, 9° 28′ 37″ O | Wohn-/Wirtschaftsgebäude | Ehem. Deputathaus | 32812182 | BW   |
| Klein Eilstorf 52° 48′ 52″ N, 9° 28′ 36″ O   | Kleinviehstall           |                   | 32815277 | BW   |
| Klein Eilstorf 52° 48′ 52″ N, 9° 28′ 36″ O   | Schule                   |                   | 32818481 | BW   |

#### Einzelbaudenkmale
| Lage                                          | Bezeichnung       | Beschreibung | ID       | Bild |
| --------------------------------------------- | ----------------- | ------------ | -------- | ---- |
| Klein Eilstorf 10 52° 48′ 49″ N, 9° 28′ 34″ O | Backhaus/Speicher |              | 32812152 | BW   |
| Klein Eilstorf 17 52° 48′ 48″ N, 9° 28′ 36″ O | Speicher          |              | 32812207 | BW   |
| Klein Eilstorf 17 52° 48′ 47″ N, 9° 28′ 46″ O | Speicher          |              | 32817910 | BW   |

### Krelingen

#### Gruppe: Hofanlage Krusenhausen Nr. 14
Die Gruppe „Hofanlage Krusenhausen Nr. 14“ hat die ID 32688182.

| Lage                                        | Bezeichnung              | Beschreibung        | ID       | Bild |
| ------------------------------------------- | ------------------------ | ------------------- | -------- | ---- |
| Krusenhausen 14 52° 47′ 13″ N, 9° 37′ 51″ O | Wohn-/Wirtschaftsgebäude |                     | 32811658 | BW   |
| Krusenhausen 14 52° 47′ 11″ N, 9° 37′ 49″ O | Speicher                 | Stall II            | 32814292 | BW   |
| Krusenhausen 14 52° 47′ 13″ N, 9° 37′ 49″ O | Speicher                 |                     | 32811686 | BW   |
| Krusenhausen 14 52° 47′ 14″ N, 9° 37′ 51″ O | Speicher                 | Treppenspeicher     | 32812042 | BW   |
| Krusenhausen 14 52° 47′ 14″ N, 9° 37′ 52″ O | Stall                    |                     | 32814244 | BW   |
| Krusenhausen 14 52° 47′ 12″ N, 9° 37′ 53″ O | Scheune                  | Quereinfahrtscheune | 32814268 | BW   |

#### Gruppe: Hofanlage Krelingen Nr. 22
Die Gruppe „Hofanlage Krelingen Nr. 22“ hat die ID 32688518.

| Lage                                     | Bezeichnung              | Beschreibung | ID       | Bild |
| ---------------------------------------- | ------------------------ | ------------ | -------- | ---- |
| Krelingen 22 52° 48′ 50″ N, 9° 39′ 21″ O | Wohn-/Wirtschaftsgebäude |              | 32815022 | BW   |
| Krelingen 22 52° 48′ 49″ N, 9° 39′ 22″ O | Scheune/Stall            |              | 32814109 | BW   |

#### Gruppe: Hofanlage Krelingen Nr. 25
Die Gruppe „Hofanlage Krelingen Nr. 25“ hat die ID 32689326.

| Lage                                     | Bezeichnung              | Beschreibung | ID       | Bild |
| ---------------------------------------- | ------------------------ | ------------ | -------- | ---- |
| Krelingen 25 52° 48′ 15″ N, 9° 39′ 42″ O | Wirtschaftsgebäude       | Tischlerei   | 32812412 | BW   |
| Krelingen 25 52° 48′ 15″ N, 9° 39′ 44″ O | Wohn-/Wirtschaftsgebäude |              | 32817797 | BW   |

#### Gruppe: Hofanlage Krelingen Nr. 11
Die Gruppe „Hofanlage Krelingen Nr. 11“ hat die ID 32688347.

| Lage                                     | Bezeichnung              | Beschreibung          | ID       | Bild |
| ---------------------------------------- | ------------------------ | --------------------- | -------- | ---- |
| Krelingen 11 52° 48′ 10″ N, 9° 39′ 33″ O | Wohn-/Wirtschaftsgebäude |                       | 32814752 | BW   |
| Krelingen 11 52° 48′ 9″ N, 9° 39′ 34″ O  | Schafstall               |                       | 32814778 | BW   |
| Krelingen 11 52° 48′ 9″ N, 9° 39′ 32″ O  | Wirtschaftsgebäaude      | Querdurchfahrtscheune | 32813303 | BW   |
| Krelingen 11 52° 48′ 10″ N, 9° 39′ 32″ O | Wirtschaftsgebäaude      |                       | 32813321 | BW   |
| Krelingen 11 52° 48′ 11″ N, 9° 39′ 32″ O | Stall                    | Schweinestall         | 32811952 | BW   |
| Krelingen 11 52° 48′ 10″ N, 9° 39′ 31″ O | Wirtschaftsgebäaude      | Backhaus, ehem.       | 32815127 | BW   |

#### Gruppe: Hofanlage Krelingen Nr. 10/10a
Die Gruppe „Hofanlage Krelingen Nr. 10/10a“ hat die ID 32688385.

| Lage                                      | Bezeichnung              | Beschreibung          | ID       | Bild |
| ----------------------------------------- | ------------------------ | --------------------- | -------- | ---- |
| Krelingen 10 52° 48′ 12″ N, 9° 39′ 32″ O  | Wohn-/Wirtschaftsgebäude |                       | 32813081 | BW   |
| Krelingen 10 52° 48′ 9″ N, 9° 39′ 43″ O   | Remise                   |                       | 32818824 | BW   |
| Krelingen 10 52° 48′ 8″ N, 9° 39′ 41″ O   | Scheune                  | Querdurchfahrtscheune | 32818804 | BW   |
| Krelingen 10 52° 48′ 9″ N, 9° 39′ 42″ O   | Scheune                  | Stall/Scheune         | 32813103 | BW   |
| Krelingen 10 52° 48′ 10″ N, 9° 39′ 42″ O  | Stall                    | Schweinestall         | 32813060 | BW   |
| Krelingen 10 52° 48′ 10″ N, 9° 39′ 42″ O  | Brunnen                  |                       | 32818786 | BW   |
| Krelingen 10a 52° 48′ 10″ N, 9° 39′ 40″ O | Deputatshaus             |                       | 32815934 | BW   |
| Krelingen 10 52° 48′ 11″ N, 9° 39′ 41″ O  | Speicher/Backhaus        |                       | 32815145 | BW   |

#### Gruppe: Hofanlage Krelingen Nr. 8
Die Gruppe „Hofanlage Krelingen Nr. 8“ hat die ID 32688396.

| Lage                                   | Bezeichnung              | Beschreibung          | ID       | Bild |
| -------------------------------------- | ------------------------ | --------------------- | -------- | ---- |
| Krelingen 8 52° 48′ 9″ N, 9° 39′ 46″ O | Wohn-/Wirtschaftsgebäude |                       | 32815955 | BW   |
| Krelingen 8 52° 48′ 9″ N, 9° 39′ 44″ O | Scheune                  | Querdurchfahrtscheune | 32809852 | BW   |
| Krelingen 8 52° 48′ 8″ N, 9° 39′ 44″ O | Altenteil                |                       | 32815977 | BW   |
| Krelingen 8 52° 48′ 8″ N, 9° 39′ 44″ O | Backhaus                 |                       | 32816020 | BW   |
| Krelingen 8 52° 48′ 8″ N, 9° 39′ 45″ O | Scheune                  |                       | 32815999 | BW   |
| Krelingen 8 52° 48′ 9″ N, 9° 39′ 45″ O | Brunnen                  |                       | 32818768 | BW   |

#### Gruppe: Hofanlage Krelingen Nr. 17
Die Gruppe „Hofanlage Krelingen Nr. 17“ hat die ID 32688407.

| Lage                                    | Bezeichnung              | Beschreibung | ID       | Bild |
| --------------------------------------- | ------------------------ | ------------ | -------- | ---- |
| Krelingen 17 52° 48′ 9″ N, 9° 39′ 50″ O | Wohn-/Wirtschaftsgebäude |              | 32816042 | BW   |
| Krelingen 17 52° 48′ 8″ N, 9° 39′ 52″ O | Scheune                  |              | 32816128 | BW   |
| Krelingen 17 52° 48′ 9″ N, 9° 39′ 48″ O | Backhaus                 |              | 32816063 | BW   |

#### Gruppe: Hofanlage Krelingen Nr. 12
Die Gruppe „Hofanlage Krelingen Nr. 12“ hat die ID 32688418.

| Lage                                     | Bezeichnung              | Beschreibung           | ID       | Bild |
| ---------------------------------------- | ------------------------ | ---------------------- | -------- | ---- |
| Krelingen 12 52° 48′ 11″ N, 9° 39′ 48″ O | Wohn-/Wirtschaftsgebäude |                        | 32816149 | BW   |
| Krelingen 12 52° 48′ 10″ N, 9° 39′ 49″ O | Scheune                  | Längsdurchfahrtscheune | 32811995 | BW   |

#### Gruppe: Hofanlage Krelingen Nr. 9
Die Gruppe „Hofanlage Krelingen Nr. 9“ hat die ID 32689339.

| Lage                                   | Bezeichnung              | Beschreibung | ID       | Bild |
| -------------------------------------- | ------------------------ | ------------ | -------- | ---- |
| Krelingen 9 52° 48′ 9″ N, 9° 39′ 57″ O | Wohn-/Wirtschaftsgebäude |              | 32809915 | BW   |
| Krelingen 9 52° 48′ 9″ N, 9° 39′ 56″ O | Brunnen                  |              | 32812433 | BW   |

#### Gruppe: Hofanlage Krelingen Nr. 7
Die Gruppe „Hofanlage Krelingen Nr. 7“ hat die ID 32688696.

| Lage                                    | Bezeichnung              | Beschreibung | ID       | Bild |
| --------------------------------------- | ------------------------ | ------------ | -------- | ---- |
| Krelingen 7 52° 48′ 10″ N, 9° 39′ 57″ O | Wohn-/Wirtschaftsgebäude |              | 32809937 | BW   |

#### Gruppe: Hofanlage Krelingen Nr. 21
Die Gruppe „Hofanlage Krelingen Nr. 21“ hat die ID 32688473.

| Lage                                     | Bezeichnung | Beschreibung | ID       | Bild |
| ---------------------------------------- | ----------- | ------------ | -------- | ---- |
| Krelingen 21 52° 48′ 13″ N, 9° 39′ 54″ O | Scheune     |              | 32817890 | BW   |
| Krelingen 21 52° 48′ 15″ N, 9° 39′ 54″ O | Backhaus    |              | 32818407 | BW   |

#### Gruppe: Hofanlage Krelingen Nr. 15
Die Gruppe „Hofanlage Krelingen Nr. 15“ hat die ID 32688473.

| Lage                                     | Bezeichnung              | Beschreibung | ID       | Bild |
| ---------------------------------------- | ------------------------ | ------------ | -------- | ---- |
| Krelingen 15 52° 48′ 16″ N, 9° 39′ 56″ O | Wohn-/Wirtschaftsgebäude |              | 32688484 | BW   |
| Krelingen 15 52° 48′ 16″ N, 9° 39′ 57″ O | Brunnen                  |              | 32816499 | BW   |
| Krelingen 15 52° 48′ 16″ N, 9° 39′ 54″ O | Scheune/Speicher         |              | 32814977 | BW   |

#### Gruppe: Hofanlage Krelingen Nr. 18
Die Gruppe „Hofanlage Krelingen Nr. 18“ hat die ID 32688462.

| Lage                                     | Bezeichnung              | Beschreibung | ID       | Bild |
| ---------------------------------------- | ------------------------ | ------------ | -------- | ---- |
| Krelingen 18 52° 48′ 14″ N, 9° 39′ 56″ O | Wohn-/Wirtschaftsgebäude |              | 32812501 | BW   |
| Krelingen 18 52° 48′ 15″ N, 9° 39′ 57″ O | Speicher                 |              | 32813859 | BW   |
| Krelingen 18 52° 48′ 14″ N, 9° 39′ 58″ O | Backhaus                 |              | 32813883 | BW   |
| Krelingen 18 52° 48′ 13″ N, 9° 39′ 57″ O | Scheune                  |              | 32812522 | BW   |

#### Gruppe: Hofanlage Krelingen Nr. 16
Die Gruppe „Hofanlage Krelingen Nr. 16“ hat die ID 32688496.

| Lage                                     | Bezeichnung              | Beschreibung | ID       | Bild |
| ---------------------------------------- | ------------------------ | ------------ | -------- | ---- |
| Krelingen 16 52° 48′ 16″ N, 9° 39′ 59″ O | Wohn-/Wirtschaftsgebäude |              | 32816543 | BW   |
| Krelingen 16 52° 48′ 16″ N, 9° 40′ 2″ O  | Doppelwohnhaus           |              | 32816629 | BW   |

#### Gruppe: Hofanlage Krelingen Nr. 6
Die Gruppe „Hofanlage Krelingen Nr. 6“ hat die ID 32688496.

| Lage                                   | Bezeichnung              | Beschreibung          | ID       | Bild |
| -------------------------------------- | ------------------------ | --------------------- | -------- | ---- |
| Krelingen 6 52° 48′ 13″ N, 9° 40′ 3″ O | Wohn-/Wirtschaftsgebäude |                       | 32814928 | BW   |
| Krelingen 6 52° 48′ 13″ N, 9° 40′ 2″ O | Stall                    |                       | 32816185 | BW   |
| Krelingen 6 52° 48′ 15″ N, 9° 40′ 3″ O | Deputatshaus             |                       | 32812476 | BW   |
| Krelingen 6 52° 48′ 13″ N, 9° 40′ 5″ O | Speicher                 |                       | 32816233 | BW   |
| Krelingen 6 52° 48′ 12″ N, 9° 40′ 4″ O | Scheune                  |                       | 32816208 | BW   |
| Krelingen 6 52° 48′ 11″ N, 9° 40′ 5″ O | Scheune                  |                       | 32813553 | BW   |
| Krelingen 6 52° 48′ 11″ N, 9° 40′ 6″ O | Scheune                  | Querdurchfahrtscheune | 32813581 | BW   |

#### Einzelbaudenkmale
| Lage                                       | Bezeichnung              | Beschreibung          | ID       | Bild |
| ------------------------------------------ | ------------------------ | --------------------- | -------- | ---- |
| Krusenhausen 13 52° 47′ 10″ N, 9° 38′ 0″ O | Remise                   |                       | 32811236 | BW   |
| Krelingen 43 52° 48′ 8″ N, 9° 39′ 52″ O    | Feuerwehrhaus            |                       | 32814148 | BW   |
| Krusenhausen 13 52° 47′ 8″ N, 9° 37′ 58″ O | Scheune                  | Querdurchfahrtscheune | 32812019 | BW   |
| 52° 48′ 17″ N, 9° 40′ 0″ O                 | Furt                     |                       | 32817312 | BW   |
| 52° 48′ 13″ N, 9° 39′ 52″ O                | Furt                     |                       | 32817336 | BW   |
| Krelingen 1 52° 48′ 11″ N, 9° 39′ 59″ O    | Wohn-/Wirtschaftsgebäude |                       | 32814335 | BW   |

### Nordkampen

#### Gruppe: Hofanlage Nr. 44
Die Gruppe „Hofanlage Nr. 44“ hat die ID 32687730.

| Lage                                      | Bezeichnung              | Beschreibung | ID       | Bild |
| ----------------------------------------- | ------------------------ | ------------ | -------- | ---- |
| Nordkampen 44 52° 51′ 39″ N, 9° 25′ 45″ O | Wohn-/Wirtschaftsgebäude |              | 32811442 | BW   |
| Nordkampen 44 52° 51′ 40″ N, 9° 25′ 45″ O | Scheune                  |              | 32811468 | BW   |
| Nordkampen 44 52° 51′ 39″ N, 9° 25′ 46″ O | Stall                    |              | 32812724 | BW   |
| Nordkampen 44 52° 51′ 38″ N, 9° 25′ 46″ O | Wirtschaftsgebäude       |              | 32812747 | BW   |

#### Gruppe: Hofanlage Nr. 10
Die Gruppe „Hofanlage Nr. 10“ hat die ID 32687743.

| Lage                                      | Bezeichnung              | Beschreibung | ID       | Bild |
| ----------------------------------------- | ------------------------ | ------------ | -------- | ---- |
| Nordkampen 10 52° 51′ 57″ N, 9° 25′ 48″ O | Wohn-/Wirtschaftsgebäude |              | 32687743 | BW   |
| Nordkampen 10 52° 51′ 56″ N, 9° 25′ 51″ O | Backhaus                 |              | 32814194 | BW   |
| Nordkampen 10 52° 51′ 55″ N, 9° 25′ 48″ O | Brunnen                  |              | 32814361 | BW   |

#### Einzelbaudenkmale
| Lage                                      | Bezeichnung    | Beschreibung | ID       | Bild |
| ----------------------------------------- | -------------- | ------------ | -------- | ---- |
| Nordkampem 18 52° 51′ 59″ N, 9° 26′ 9″ O  | Backofen       |              | 32816084 | BW   |
| Nordkampen 31 52° 51′ 49″ N, 9° 26′ 0″ O  | Scheune        |              | 32808863 | BW   |
| Nordkampen 33 52° 51′ 48″ N, 9° 25′ 58″ O | Wohnhaus       |              | 32810318 | BW   |
| 52° 51′ 46″ N, 9° 25′ 53″ O               | Kriegerdenkmal |              | 32815571 | BW   |

### Sieverdingen
Sieverdingen liegt etwa 12 Kilometer nordöstlich von Walsrode in einer leicht hügeligen Landschaft.

#### Einzelbaudenkamle
| Lage                                       | Bezeichnung | Beschreibung    | ID       | Bild |
| ------------------------------------------ | ----------- | --------------- | -------- | ---- |
| Sieverdingen 5 52° 54′ 56″ N, 9° 29′ 59″ O | Speicher    | Treppenspeicher | 32808283 | BW   |
| Sieverdingen 1 52° 55′ 4″ N, 9° 30′ 22″ O  | Speicher    | Treppenspeicher | 32808260 | BW   |

### Stellichte
Stellichte liegt am Fluss Lehrde und ist der nördlichste Ortsteil von Walsrode.

#### Gruppe: Gutsanlage Stellichte
Die Gruppe „Gutsanlage Stellichte“ hat die ID 32687642.

| Lage                                        | Bezeichnung | Beschreibung | ID       | Bild |
| ------------------------------------------- | ----------- | --- | -------- | ---- |
| Gut Stellichte 1 52° 56′ 22″ N, 9° 32′ 2″ O | Gutshaus    | Das heutige Herrenhaus wurde 1703/1704 erbaut. Das Gut ist seit 1470 im Besitz der Familie von Behr. Es ist ein zweigeschossiger Fachwerkhaus mit einem Walmdach. | 32807965 |      |
| Gut Stellichte 1 52° 56′ 23″ N, 9° 32′ 2″ O | Brücke      | Die Brücke wurde 1860 erbaut. | 32807042 | BW   |
| Gut Stellichte 1 52° 56′ 20″ N, 9° 32′ 0″ O | Burggraben  | | 32808392 | BW   |
| Gut Stellichte 1 52° 56′ 21″ N, 9° 32′ 0″ O | Teehaus     | | 32807067 | BW   |
| Gut Stellichte 1 52° 56′ 23″ N, 9° 32′ 5″ O | Scheune     | Querdurchfahrtscheune | 32807294 | BW   |
| Gut Stellichte 1 52° 56′ 25″ N, 9° 32′ 6″ O | Speicher    | | 32809386 | BW   |

#### Gruppe: Hofanlage Stellichte Nr. 2
Die Gruppe „Hofanlage Stellichte Nr. 2“ hat die ID 32688657.

| Lage                                     | Bezeichnung              | Beschreibung          | ID       | Bild |
| ---------------------------------------- | ------------------------ | --------------------- | -------- | ---- |
| Stellichte 2 52° 56′ 22″ N, 9° 31′ 14″ O | Wohn-/Wirtschaftsgebäude |                       | 32809039 | BW   |
| 52° 56′ 21″ N, 9° 31′ 12″ O              | Remise                   |                       | 32815912 | BW   |
| Stellichte 2 52° 56′ 21″ N, 9° 31′ 14″ O | Scheune                  | Querdurchfahrtscheune | 32815890 | BW   |

#### Gruppe: Hofanlage Stellichte Nr. 3
Die Gruppe „Hofanlage Stellichte Nr. 3“ hat die ID 32687667.

| Lage                                     | Bezeichnung              | Beschreibung | ID       | Bild |
| ---------------------------------------- | ------------------------ | ------------ | -------- | ---- |
| Stellichte 3 52° 56′ 12″ N, 9° 31′ 14″ O | Wohn-/Wirtschaftsgebäude |              | 32809651 | BW   |
| Stellichte 3 52° 56′ 11″ N, 9° 31′ 12″ O | Stall                    | Schafstall   | 32809831 | BW   |

#### Gruppe: Wassermühle Stellichte Nr. 28
Die Gruppe „Wassermühle Stellichte Nr. 28“ hat die ID 32687680.

| Lage                                     | Bezeichnung              | Beschreibung | ID       | Bild |
| ---------------------------------------- | ------------------------ | ------------ | -------- | ---- |
| Mühlenhof 28 52° 56′ 15″ N, 9° 30′ 41″ O | Wohn-/Wirtschaftsgebäude | Niedermühle  | 32808477 | BW   |
| Mühlenhof 28 52° 56′ 16″ N, 9° 30′ 44″ O | Mühlenteich              |              | 32818564 | BW   |
| Mühlenhof 28 52° 56′ 16″ N, 9° 30′ 41″ O | Wassermühle              |              | 32819215 | BW   |

#### Gruppe: Hofanlage Stellichte
Die Gruppe „Hofanlage Stellichte“ hat die ID 32687655.

| Lage                                      | Bezeichnung              | Beschreibung | ID       | Bild |
| ----------------------------------------- | ------------------------ | ------------ | -------- | ---- |
| Stellichte 30 52° 56′ 13″ N, 9° 31′ 29″ O | Wohn-/Wirtschaftsgebäude |              | 32809722 | BW   |

#### Einzelbaudenkmale
| Lage                                         | Bezeichnung   | Beschreibung | ID       | Bild           |
| -------------------------------------------- | ------------- | --- | -------- | -------------- |
| Gut Stellichte 1 52° 56′ 24″ N, 9° 31′ 57″ O | Kirche        | Die ehemalige Gutskapelle wurde von 1608 bis 1610 erbaut, Bauherr war die Familie von Behr. Es ist ein Saalbau aus Backstein mit einem polygonalen Ostschluss. An der Westseite befindet sich ein Turm. Das Portal ist verziert, rechts und links befinden sich Petrus und Paulus, im Dreiecksgiebel das Wappen der Familie von Behr. Die Ausstattung im Innenraum ist aus er Bauzeit. | 32810055 | Weitere Bilder |
| Stellichte 35 52° 56′ 22″ N, 9° 31′ 57″ O    | Speicher      | Treppenspeicher | 32807943 | BW             |
| Nr. 40 52° 56′ 14″ N, 9° 31′ 56″ O           | Wohnhaus      | | 32808306 | BW             |
| Rittergut 2 52° 56′ 15″ N, 9° 31′ 51″ O      | Scheune/Stall | Rittergut II | 32815867 | BW             |

### Südkampen

#### Gruppe: Hofanlage Südkampen Nr. 21
Die Gruppe „Hofanlage Südkampen Nr. 21“ hat die ID 32687769.

| Lage                                     | Bezeichnung              | Beschreibung | ID       | Bild |
| ---------------------------------------- | ------------------------ | ------------ | -------- | ---- |
| Südkampen 21 52° 50′ 47″ N, 9° 25′ 49″ O | Wohn-/Wirtschaftsgebäude |              | 32809318 | BW   |
| Südkampen 21 52° 50′ 48″ N, 9° 25′ 47″ O | Scheune                  |              | 32810013 | BW   |
| Südkampen 21 52° 50′ 48″ N, 9° 25′ 50″ O | Altenteil                |              | 32810034 | BW   |

#### Einzelbaudenkmale
| Lage                                     | Bezeichnung              | Beschreibung | ID       | Bild |
| ---------------------------------------- | ------------------------ | ------------ | -------- | ---- |
| Nr. 8 52° 50′ 52″ N, 9° 25′ 24″ O        | Backhaus                 |              | 32807319 | BW   |
| Südkampen 15 52° 50′ 49″ N, 9° 25′ 36″ O | Stall                    |              | 32808608 | BW   |
| Südkampen 15 52° 50′ 47″ N, 9° 25′ 33″ O | Speicher                 |              | 32807343 | BW   |
| Nr. 37 52° 50′ 58″ N, 9° 26′ 29″ O       | Wohn-/Wirtschaftsgebäude |              | 32809204 | BW   |

### Uetzingen

#### Gruppe: Hofanlage Elferdinger Straße
Die Gruppe „Hofanlage Elferdinger Straße“ hat die ID 32684597.

| Lage                                              | Bezeichnung           | Beschreibung | ID       | Bild |
| ------------------------------------------------- | --------------------- | ------------ | -------- | ---- |
| Elferdinger Straße 21 52° 52′ 22″ N, 9° 39′ 58″ O | Elferdinger Straße 21 |              | 32764559 | BW   |
| Elferdinger Straße 21 52° 52′ 23″ N, 9° 39′ 58″ O | Scheune               |              | 32764581 | BW   |
| Elferdinger Straße 21 52° 52′ 25″ N, 9° 39′ 56″ O | Schafstall            |              | 32763479 | BW   |
| Elferdinger Straße 21 52° 52′ 21″ N, 9° 39′ 56″ O | Schweinestall         |              | 32764995 | BW   |

#### Gruppe: Hofanlage Elferdinger Straße 8
Die Gruppe „Hofanlage Elferdinger Straße 8“ hat die ID 32688971.

| Lage                                             | Bezeichnung              | Beschreibung | ID       | Bild |
| ------------------------------------------------ | ------------------------ | ------------ | -------- | ---- |
| Elferdinger Straße 8 52° 52′ 48″ N, 9° 39′ 29″ O | Wohn-/Wirtschaftsgebäude |              | 32763300 | BW   |
| Elferdinger Straße 8 52° 52′ 48″ N, 9° 39′ 28″ O | Wohn-/Wirtschaftsgebäude |              | 32764712 | BW   |

#### Einzelbaudenkmale
| Lage                                  | Bezeichnung             | Beschreibung | ID       | Bild |
| ------------------------------------- | ----------------------- | ------------ | -------- | ---- |
| Am Hofe 2 52° 52′ 49″ N, 9° 39′ 12″ O | chafstall/Schweinestall |              | 32763667 | BW   |

### Vethem
Vethem wurde 1261 das erste Mal urkundlich erwähnt. Das Dorf befindet sich westlich von Walsrode. In Vethem befindet sich kein Baudenkmal.

### Westenholz

#### Gruppe: Hofanlage Westenholz Nr. 1
Die Gruppe „Hofanlage Westenholz Nr. 1“ hat die ID 32688207.

| Lage                                     | Bezeichnung              | Beschreibung | ID       | Bild |
| ---------------------------------------- | ------------------------ | ------------ | -------- | ---- |
| Westenholz 1 52° 46′ 25″ N, 9° 41′ 39″ O | Wohn-/Wirtschaftsgebäude |              | 32817381 |      |
| Westenholz 1 52° 46′ 25″ N, 9° 41′ 38″ O | Speicher                 |              | 32808887 | BW   |
| Westenholz 1 52° 46′ 27″ N, 9° 41′ 39″ O | Scheune/Remise           |              | 32808929 | BW   |
| Westenholz 1 52° 46′ 26″ N, 9° 41′ 40″ O | Speicher                 |              | 32817407 | BW   |
| Westenholz 1 52° 46′ 25″ N, 9° 41′ 40″ O | Stall                    |              | 32808908 | BW   |
| Westenholz 1 52° 46′ 24″ N, 9° 41′ 40″ O | Brunnen                  |              | 32813975 | BW   |

#### Gruppe: Hofanlage Westenholz Nr. 3
Die Gruppe „Hofanlage Westenholz Nr. 3“ hat die ID 32688232.

| Lage                                     | Bezeichnung              | Beschreibung                         | ID       | Bild |
| ---------------------------------------- | ------------------------ | ------------------------------------ | -------- | ---- |
| Westenholz 3 52° 46′ 15″ N, 9° 41′ 55″ O | Wohn-/Wirtschaftsgebäude | Haupthaus von 1923, Stallungen älter | 32816256 |      |
| Westenholz 3 52° 46′ 16″ N, 9° 41′ 53″ O | Remise                   |                                      | 32814952 | BW   |
| Westenholz 3 52° 46′ 16″ N, 9° 41′ 55″ O | Stall                    | Schweinestall                        | 32810467 | BW   |
| Westenholz 3 52° 46′ 15″ N, 9° 41′ 57″ O | Scheune                  |                                      | 32814500 | BW   |
| Westenholz 3 52° 46′ 14″ N, 9° 41′ 55″ O | Speicher                 | Treppenspeicher                      | 32813682 | BW   |

#### Gruppe: Hofanlage Westenholz Nr. 5
Die Gruppe „Hofanlage Westenholz Nr. 5“ hat die ID 32688220.

| Lage                                    | Bezeichnung              | Beschreibung          | ID       | Bild |
| --------------------------------------- | ------------------------ | --------------------- | -------- | ---- |
| Westenholz 5 52° 46′ 16″ N, 9° 42′ 3″ O | Wohn-/Wirtschaftsgebäude | Haupthaus von 1822    | 32817451 |      |
| Westenholz 5 52° 46′ 17″ N, 9° 42′ 5″ O | Scheune                  | Querdurchfahrtscheune | 32818746 | BW   |
| Westenholz 5 52° 46′ 15″ N, 9° 42′ 3″ O | Stall                    | Schweinestall         | 32816107 | BW   |

#### Einzelbaudenkmale
| Lage                                              | Bezeichnung              | Beschreibung    | ID       | Bild |
| ------------------------------------------------- | ------------------------ | --------------- | -------- | ---- |
| Westenholz 12 52° 46′ 15″ N, 9° 42′ 7″ O          | Wohn-/Wirtschaftsgebäude |                 | 32817428 |      |
| Westenholz 15 52° 46′ 21″ N, 9° 42′ 10″ O         | Erdkeller                |                 | 32818701 | BW   |
| Westenholz 15 52° 46′ 23″ N, 9° 42′ 10″ O         | Speicher                 | Treppenspeicher | 32818678 | BW   |
| Westenholz 21 52° 46′ 3″ N, 9° 42′ 20″ O          | Backhaus                 |                 | 32818724 | BW   |
| Westenholzer Mühle 2a 52° 45′ 42″ N, 9° 41′ 40″ O | Müllerwohnhaus           |                 | 32812114 | BW   |
| Westenholzer Mühle 2a 52° 45′ 42″ N, 9° 41′ 41″ O | Mühlengebäude            |                 | 32812095 | BW   |
| Westenholzer Mühle 2a 52° 45′ 42″ N, 9° 41′ 41″ O | Wehr                     |                 | 32818925 | BW   |
| Westenholzer Mühle 2a 52° 45′ 42″ N, 9° 41′ 46″ O | Teich                    |                 | 32812132 | BW   |

## Ehemalige Baudenkmale
| Lage                                    | Bezeichnung | Beschreibung | ID | Bild |
| --------------------------------------- | ----------- | ------------ | -- | ---- |
| Hünzingen 1 52° 53′ 50″ N, 9° 35′ 36″ O | Herrenhaus  |              |    |      |
| Hünzingen 2 52° 53′ 57″ N, 9° 35′ 13″ O | Hof         |              |    |      |
| Hünzingen 3 52° 53′ 53″ N, 9° 35′ 20″ O | Hof         |              |    |      |
| Krelingen 4 52° 48′ 11″ N, 9° 39′ 26″ O | Hof         |              |    | BW   |
| Krelingen 43                            | Hof         |              |    |      |
| Nordkampen 4                            | Hof         |              |    |      |
| Nordkampen 17                           | Hof         |              |    |      |
| Nordkampen 26                           | Hof         |              |    |      |